# Parc national des Arches
Pour les articles homonymes, voir Arches.
Le parc national des Arches (en anglais : Arches National Park) est un parc national américain situé en Utah, dans l’ouest des États-Unis, non loin du parc national des Canyonlands. Il est connu pour sa grande concentration d’arches rocheuses naturelles, mais aussi par des falaises et buttes travaillées par l'érosion.

## Situation géographique

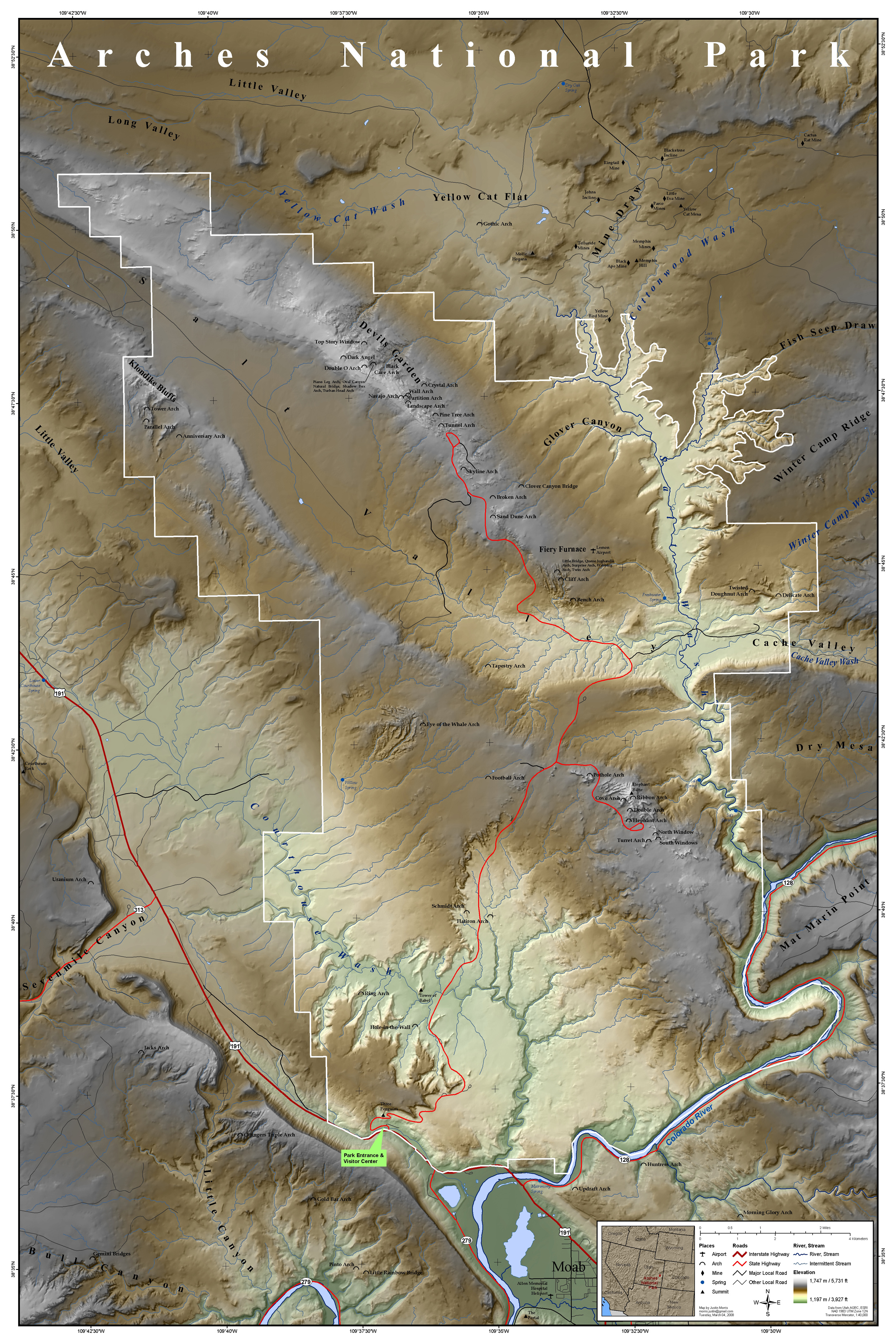
Carte du parc national des Arches.

Le parc couvre une superficie de 354,2 km2 dans l'est de l'Utah. L'entrée du parc ne se trouve qu'à 8 km de Moab. Placé au cœur du plateau du Colorado, à une altitude variant entre 1 245 mètres et 1 723 mètres, le parc couvre une zone semi-désertique majoritairement constituée de grès rouges travaillés par l'érosion. D'autres parcs sont situés à proximité, comme le parc national des Canyonlands, le parc d'État de Dead Horse Point, et Colorado National Monument.

## Genèse géologique

### Dépôts des sédiments à l'origine des roches
Il y a 300 millions d'années, au Pennsylvanien (équivalent du Silésien européen, Carbonifère supérieur), une vaste mer peu profonde occupe la région actuellement occupée par le plateau du Colorado. La région se met à l'époque à s'effondrer (bassin de subsidence) tandis que la version ancestrale des montagnes Rocheuses se soulève. Dans le climat chaud et sec qui règne à cette époque, les grandes quantités d'eau salée piégées dans ce bassin commencent à former des évaporites (gypse, halite et anhydrite). La couche de roches salines ainsi formée atteint par endroits une épaisseur de 1,5 km.
Par la suite, cette formation saline est recouverte de sédiments détritiques issus de l'érosion des montagnes proches, déposés en milieu côtier ou continental, fluviatile ou désertique, en fonction des avancées ou des reculs de la mer et des variations climatiques. Cette sédimentation détritique, commencée à la fin du Carbonifère, se poursuit irrégulièrement (il existe plusieurs discontinuités) au moins jusqu'au Jurassique moyen (Dogger), les sédiments ultérieurs ayant été érodés à notre époque. On estime que la couche de sédiments ainsi accumulés a pu dépasser 1,5 km. Au fur et à mesure de leur enfouissement sous les couches ultérieures, les particules détritiques sont cimentées par des oxydes (notamment de fer, qui confèrent ainsi à la roche une couleur rouge orangé). Ce phénomène est à l'origine des roches de la région, en grande partie des grès ocre ou bruns ou rougeâtres,.

### Soulèvement de la zone
Il y a 70 millions d'années, à la fin du Crétacé supérieur, débute l'orogénie laramienne qui soulève les montagnes Rocheuses ainsi que les régions du Plateau du Colorado. Bien que les grès soulevés aient gardé leur horizontalité, les couches salines sous-jacentes se sont déformées et déplacées, soulevant certaines zones (entre autres la zone du parc) et provoquant l'effondrement d'autres zones. Ces mouvements sont à l'origine de failles parfois très importantes, comme la Faille de Moab, visible depuis le Visitor Center du parc, qui occasionna un déplacement rocheux d'environ 800 m. Les failles et fractures ainsi créées ont facilité par la suite la formation des arches.

### Création des arches

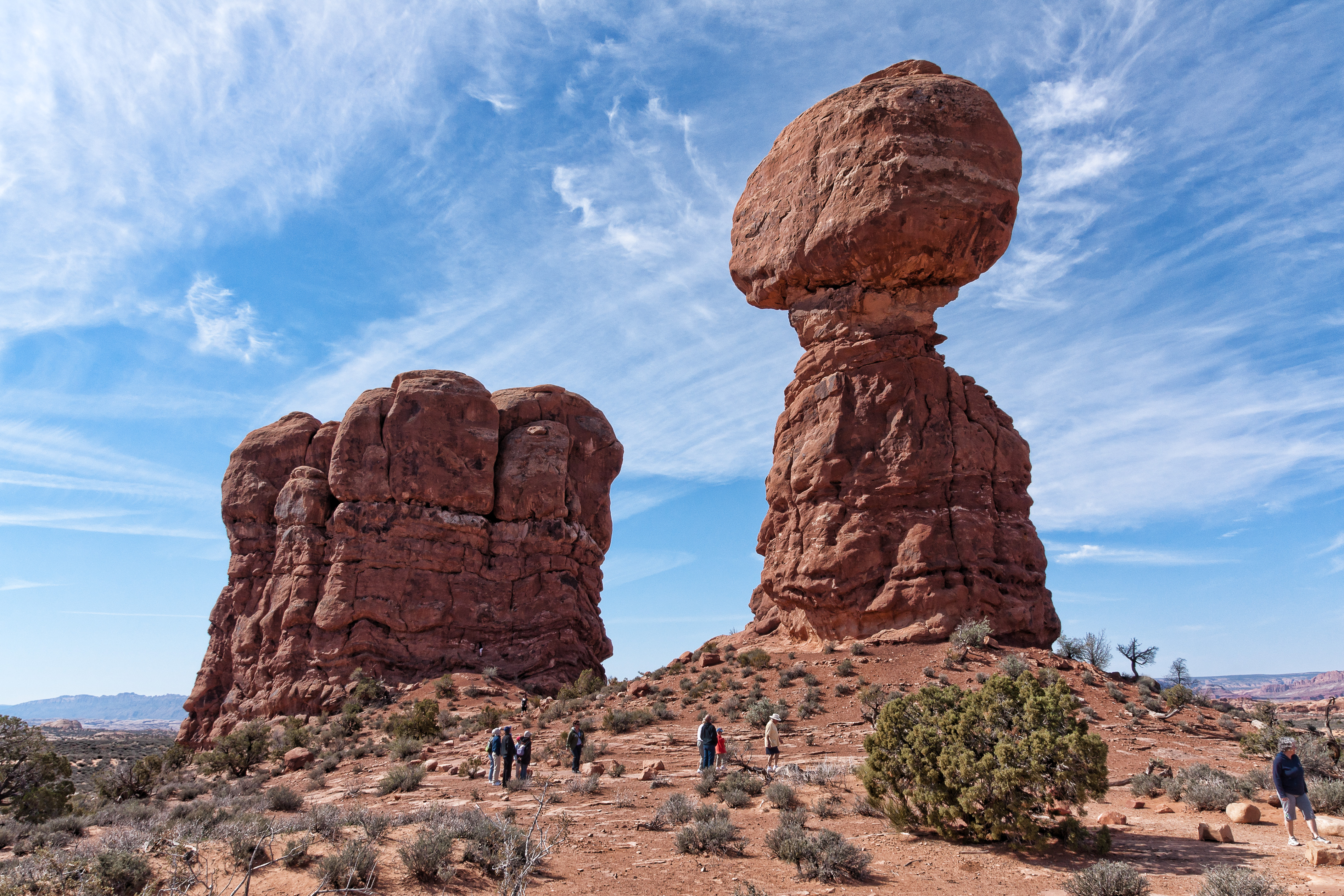
Balanced Rock.

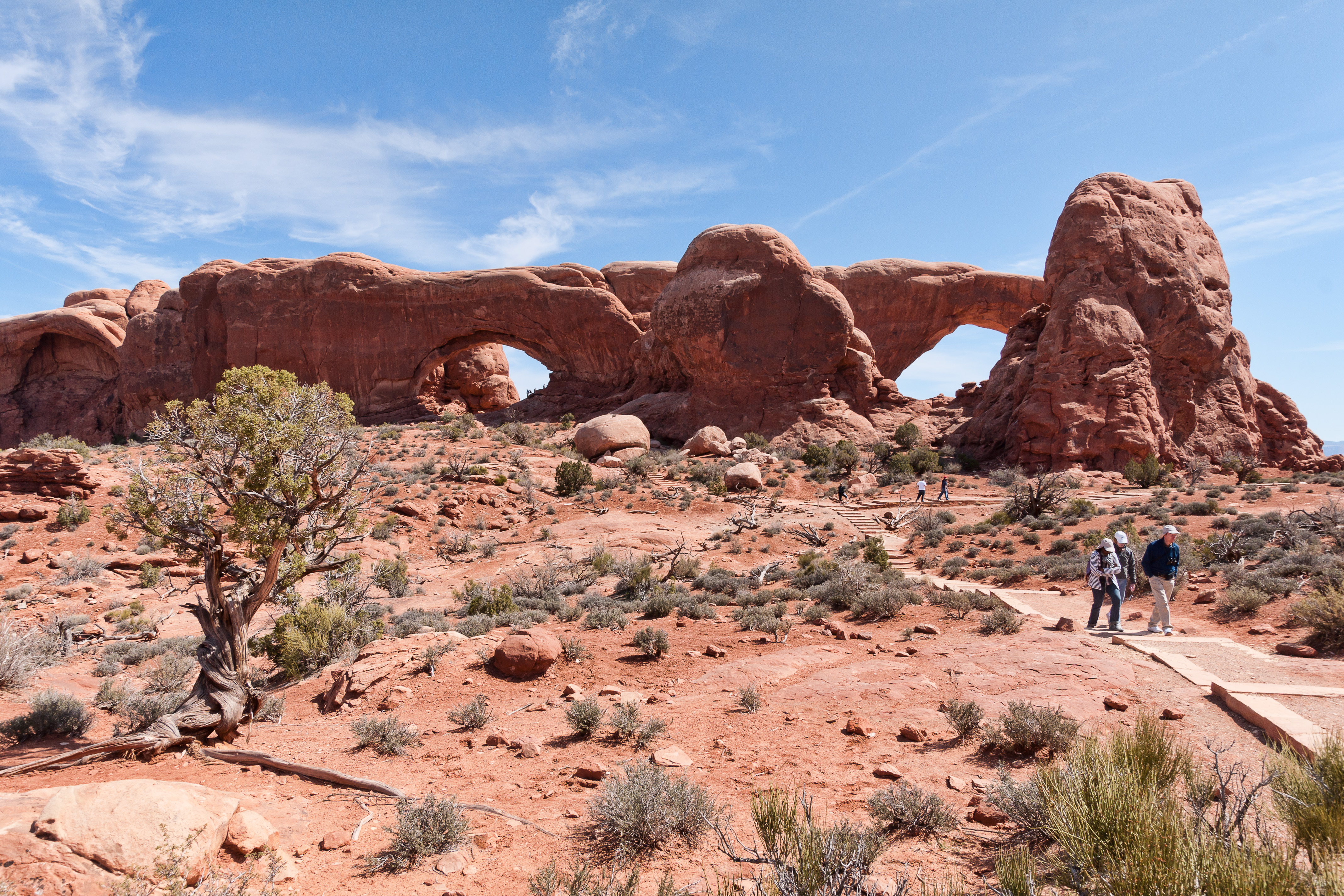
Les arches North Window et South Window.

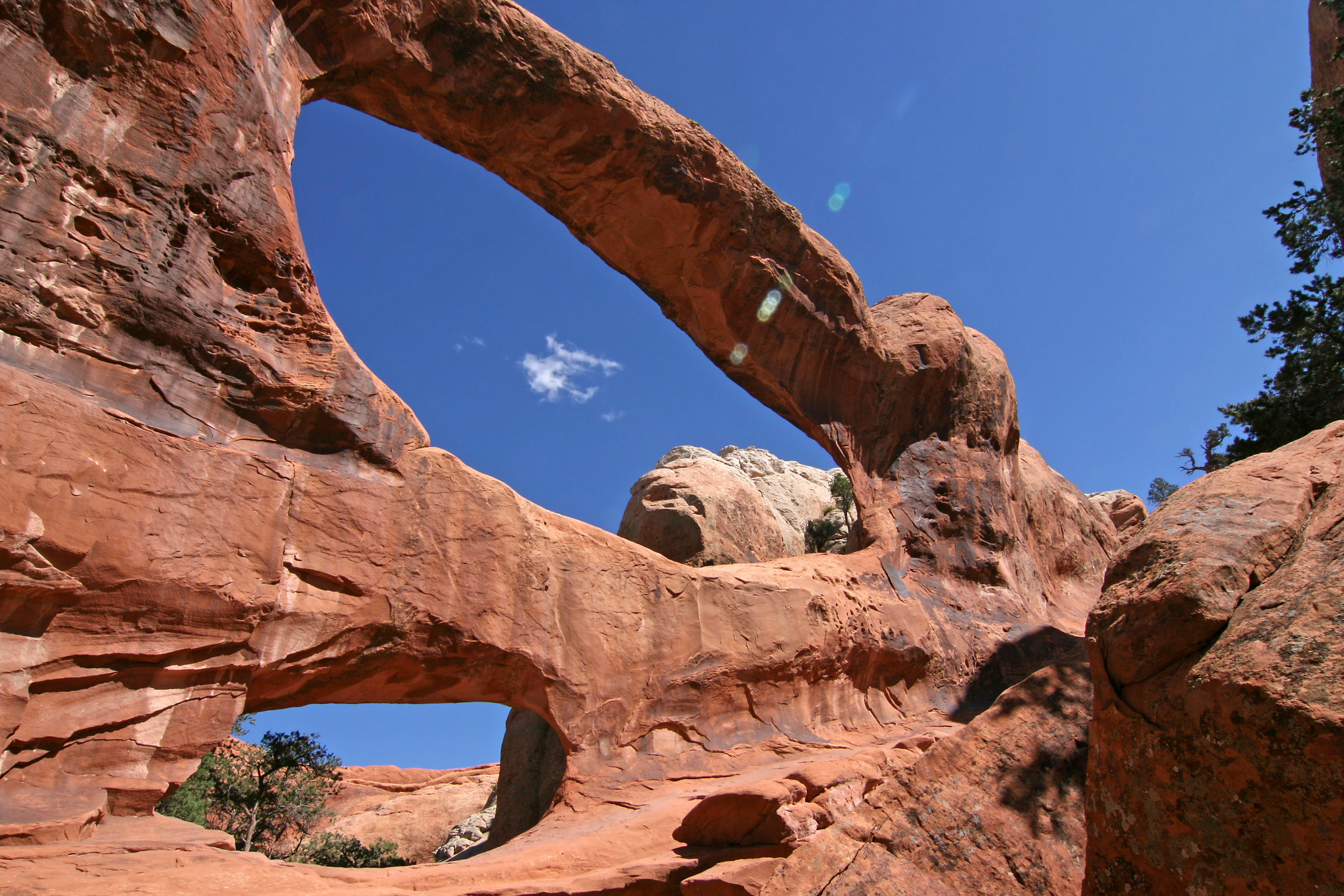
Double O Arch.

Grâce à l'action de l'eau et des fortes amplitudes thermiques sur le ciment des grès rouges, l'érosion a dégradé certaines couches plus friables, laissant des couches supérieures plus résistantes intactes. Dans le parc des Arches, la couche subsistante est généralement l'Entrada Sandstone, un grès de couleur saumonée datant du Jurassique moyen. Les zones sous-jacentes surcreusées finissent par créer une fenêtre qui s'agrandit ; lorsque l'orifice dépasse un mètre de diamètre, on parle alors d'arche. Il existe plus de 2 000 arches dans ce parc. Au fur et à mesure que l'ouverture s'agrandit, l'arche devient de plus en plus fine et fragile ; elle finira par s'effondrer, ne laissant que sa base.
Mais ce scénario suppose l'existence de couches préalables de dureté et solubilité différentes. Une étude publiée en 2014 dans Nature Geoscience par J. Bruthans et al. suggère que les arches peuvent se créer dans une masse de grès de même caractéristique. C'est la pression exercée dans le grès par des charges ou des tensions qui rend le grès plus résistant et moins sujet à l'érosion que dans les parties non sujettes à la pression. Une pression verticale explique particulièrement le pilier du Balanced Rock. En ce qui concerne les arches, ce sont des pressions transversales dues à des fissures dans le grès originel qui expliqueraient la formation de ces structures, car la pression est plus faible sous la fissure que sur sa longueur, ce qui favorise l'érosion du grès sous la fissure, et la subsistance du grès le long de celle-ci.
Même si l’érosion a surtout été active lors des glaciations du Pléistocène, elle continue de nos jours et modifie sans cesse le paysage : en 1991, un bloc de 18 mètres sur 3 mètres s’est effondré sous la Landscape Arch.

## Histoire du site
- Les premières traces de présence humaine dans le parc actuel datent de la fin de la dernière glaciation, il y a plus de 10 000 ans. Les archéologues ont retrouvé des vestiges des premières tribus : flèches, outils en pierre… Les premiers indices de l'activité agricole ne datent que de 2 000 ans environ avant l'ère chrétienne : maïs, haricots et des citrouilles. On peut donc supposer que les indigènes de l'époque étaient sédentaires. Ils vivaient certainement dans des habitations semblables à celles des Pueblos (Mesa Verde) même s’il n’y en a pas de vestiges. En revanche, on a pu retrouver des pétroglyphes. Les Païutes les ont ensuite remplacés. Ils ont laissé des dessins sur des rochers représentant des scènes de chasse.

- Les premiers Européens venus dans la région étaient des Espagnols. Denis Julien, un Américain d’origine française, laissa une inscription sur un rocher du parc : « Denis Julien, 9 - 6 (juin), 1844 ». En 1855, une colonie de mormons s’établit dans le Moab actuel. Mais ils doivent quitter les lieux à cause de l’animosité des Utes. À la fin du XIXe siècle, des éleveurs, des fermiers et des chercheurs d’or se sont définitivement installés dans la région. Vers 1898, un vétéran de la guerre civile, John Wesley Wolfe installe un ranch, dont il reste des vestiges.
- Alexander Ringhoffer fit connaître la région pour la classer « parc national ». En 1929, le président Herbert Hoover signa l’acte de création d’Arches National Monument afin de préserver les formations géologiques. C’est en 1971 que le Congrès changea son statut pour en faire un parc national. Enfin pendant le mandat de Bill Clinton, il fut agrandi (1998).

## Curiosités naturelles
Parmi les figures notables du parc, on peut citer (voir illustrations de l'article) :

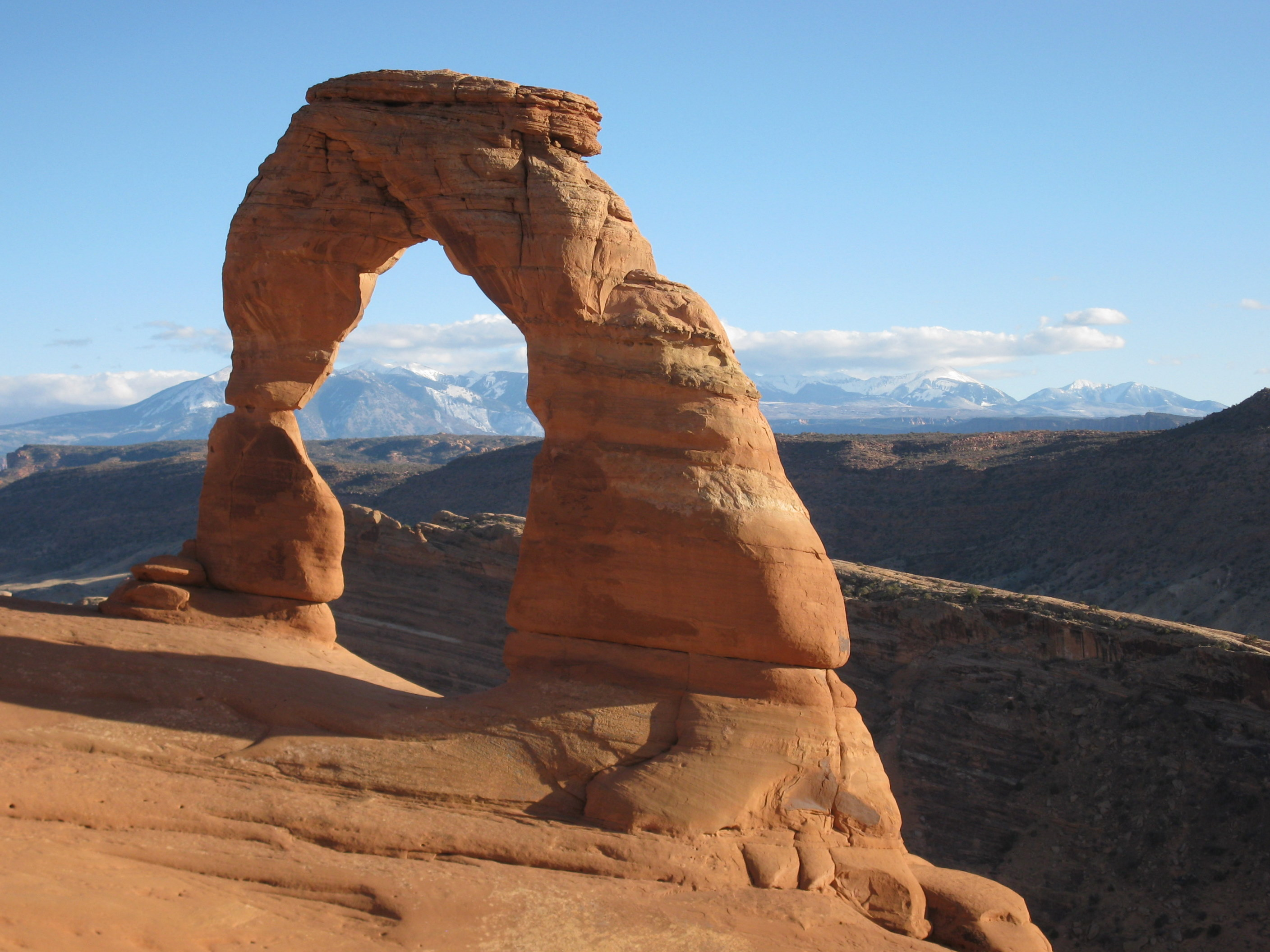
Delicate Arch, une des plus célèbres du parc.

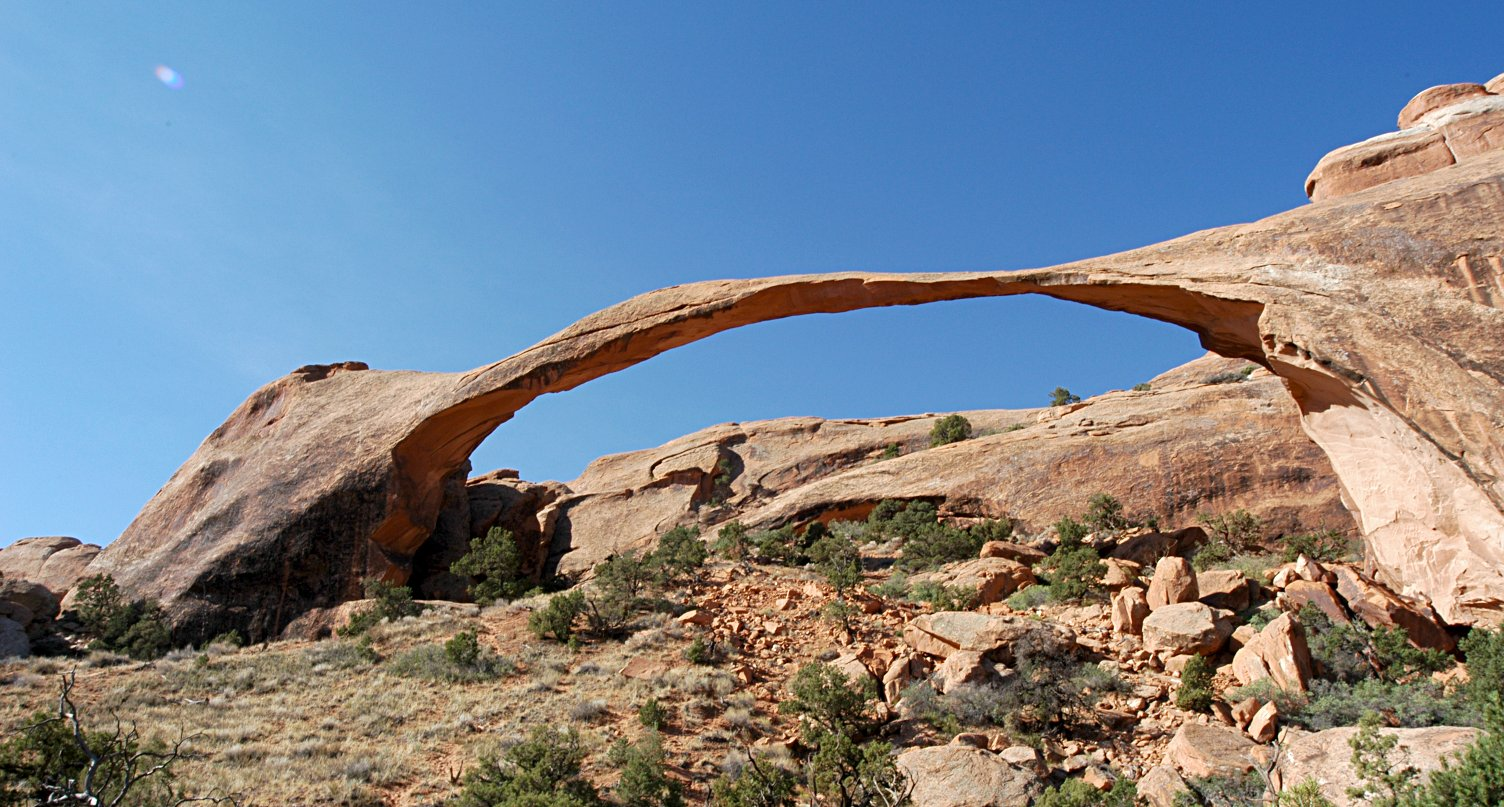
Landscape Arch, avec près de 89 mètres de long, est une des plus grandes arches naturelles du monde.

- Delicate Arch : C'est la plus photographiée des 2 000 arches du parc. Les habitants de la région l’ont d’abord surnommée « culotte d’institutrice », puis « culotte de vieille fille » et enfin « jambière de cowboy ». Devenue le symbole de l’Utah : on la retrouve dessinée sur les plaques d’immatriculation, les timbres. Le relais de la torche olympique des jeux de 2002 est passé dessous. Son nom lui a été attribué par Frank Beckwith au cours d’une de ses expéditions en 1933-1934. Son âge est estimé à 70 000 ans et son espérance de vie serait de 10 à 15 000 ans. C’est pourquoi, dans les années 1950, l’administration du parc avait pensé la protéger de l’érosion par un revêtement transparent plastique. Mais l’idée fut vite abandonnée ;
- Park Avenue : À l'entrée du parc, on traverse Park Avenue et ses falaises semblables aux gratte-ciel de la célèbre avenue de New York. Une scène du film Thelma et Louise fut tournée à cet endroit ;
- Petrified Dunes : anciennes dunes pétrifiées, fossilisées ;
- Balanced Rock : Un rocher d'un volume équivalent à trois autobus tient en équilibre sur un socle. Il s'agit des restes de la base d'une très ancienne arche effondrée ;
- Double Arch : deux arches presque perpendiculaires partagent une extrémité commune ;
- Double “O” Arch : Deux arches, situées l’une au-dessus de l’autre, forment deux ouvertures superposées ;
- Windows Section : de superbes arches, et des formations rocheuses comme celles du Garden of Eden ou celle de Parade of Elephants ;
- Fiery Furnace : une zone labyrinthique du parc formée de colonnes et de lames de roches, séparées par d'étroit passage, montrant les fins pans de roches susceptibles de se transformer en arches dans l'avenir[4] ;
- Devil's Garden : une des zones du parc, riche en arches et en pans de roches ; elle contient entre autres la célèbre Landscape arch, ainsi que les restes de la Wall Arch qui s'effondra en août 2008[5],[6] ;
- Landscape Arch : Elle se trouve à Devil's Garden (le jardin du diable), la plus grande concentration d'arches du parc. Avec ses 89 mètres de long (en fait plus de 100 m d'une base à l'autre), à 32 mètres au-dessus du sol, Landscape Arch est une des plus grandes arches naturelles du monde.

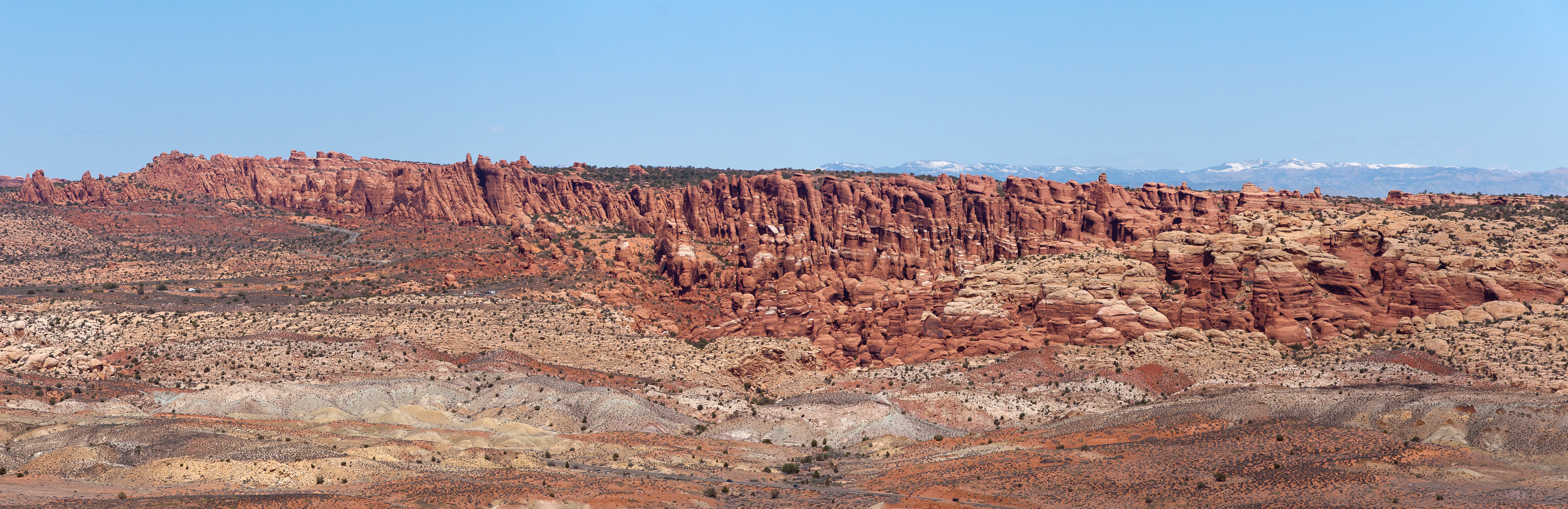
Fiery Furnace.

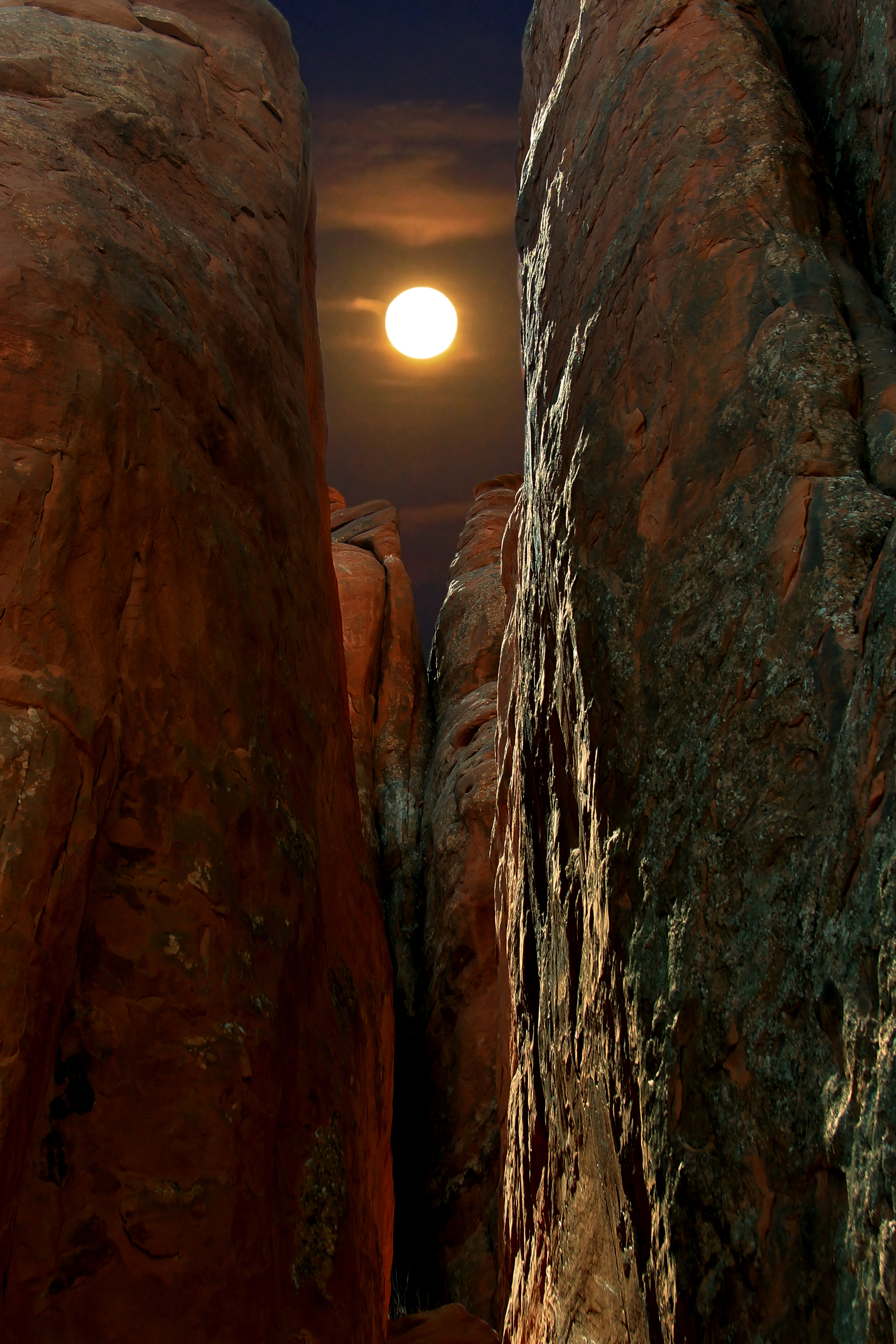
La Lune à travers les colonnes de Fiery Furnace dans le parc national. Mars 2012.

## Le parc national des Arches et la culture
La première scène du film Indiana Jones et la Dernière Croisade a été tournée dans ce parc, notamment au niveau de la Double Arch.
Une scène de course dans le désert de Star Wars, épisode I est inspirée de ce parc.  
Dans le film Thelma et Louise, les héroïnes passent dans ce parc.
Edward Abbey qui fut durant deux saisons ranger dans le parc en a tiré un roman Désert solitaire, publié en 1968 et considéré comme un chef-d'œuvre du natural writing.

## Vies végétales et animales
Cette partie de l’Utah est un désert, ce qui n’empêche pas la vie de se développer sous des formes variées et adaptées aux contraintes naturelles.

### Flore
Les buissons pygmées de pins (genre Pinus) et de genévriers de l'Utah (Juniperus osteosperma) couvrent plus de 40 % du parc national des Arches, mais il existe plus de 100 espèces végétales dans cette zone. L'Acajou de montagne (genre Cercocarpus) et la Purshie (genre Purshia), deux plantes arbustives de la famille des Rosaceae, poussent souvent en association avec ces arbres nains. 
Le Coleogyne (Coleogyne ramosissima) est un autre buisson commun dans cette zone. Il s'agit d'un buisson bas et épineux qui perd ses feuilles en période de sécheresse et peut rester plusieurs années sans fleurir, dans l'attente d'un printemps plus humide.
Plusieurs genres de Poaceae comme Sporobolus, Oryzopsis ou Pleuraphis constituent l'herbe rare du parc, souvent associés à une Asteraceae (genre Gutierrezia) et à des Opuntia. Ces genres sont parfois associés au brome des toits et au "Tumbleweed", le classique buisson roulant (en fait une espèce du genre Salsola), deux végétaux de l'ancien monde naturalisés en Amérique du Nord.
Des Artemisia tridentata, yuccas et buissons du genre Sarcobatus sont aussi communs, les Sarcobatus étant inféodés aux sols salins de certaines zones du parc.
À la surface du désert, les lichens, algues et champignons sont nécessaires à la protection des roches contre l’érosion et à la croissance des plantes.

### Faune

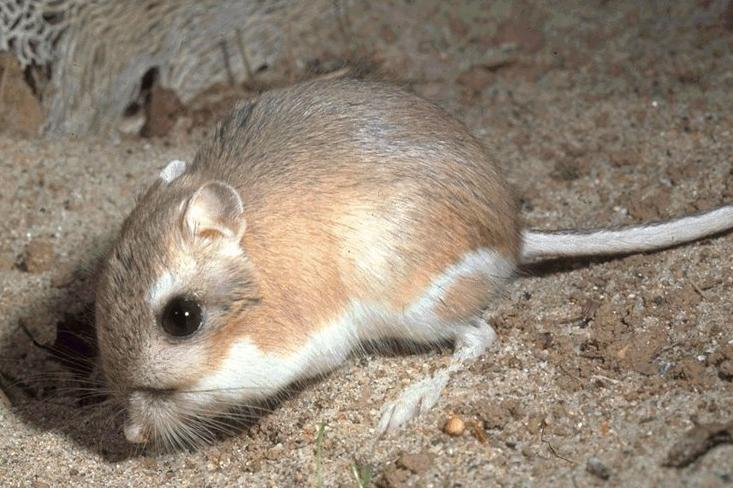
Rat-kangourou du genre Dipodomys.

De nombreux mammifères peuplant le parc sont nocturnes, ce qui constitue une adaptation aux fortes températures estivales et au manque d'eau. Il existe par exemple 10 espèces de chauve-souris comme la mollossidae, mais aussi des rats kangourous (genre Dipodomys) et divers autres petits rongeurs du désert, comme le genre Neotoma, ainsi que des moufettes, des renards, des bassaris rusés (Bassariscus astutus), des lynx, des pumas et des chouettes. 

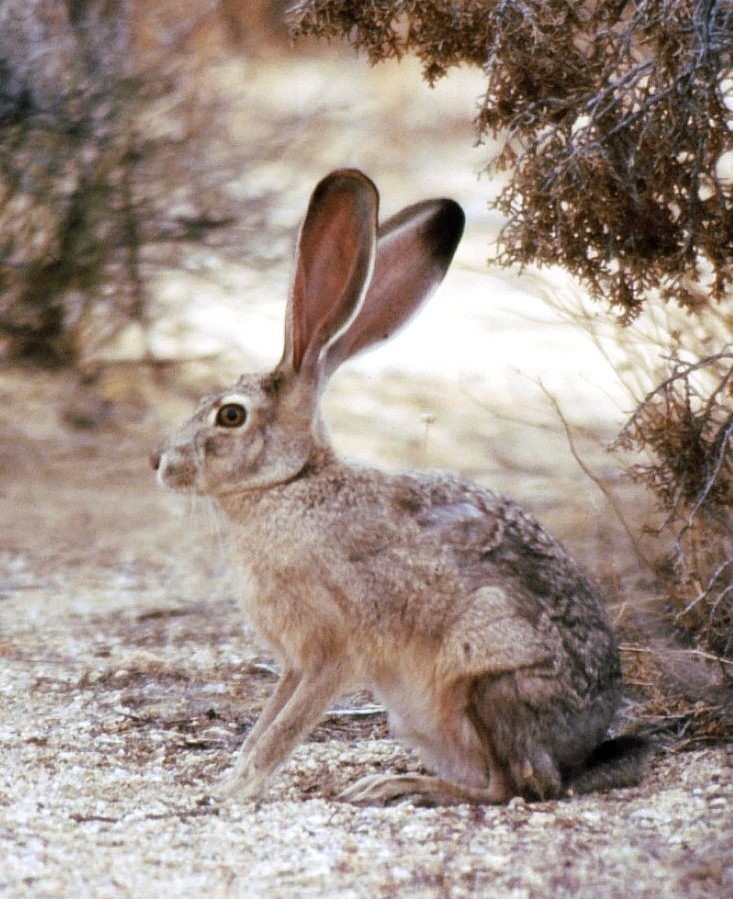
Jackrabbit (Lepus californicus).

Mais certains animaux sont plutôt actifs au crépuscule et à l'aube, alors que la lumière est suffisante, mais les températures sont encore douces. Ce sont par exemple les coyotes, les « mule deers » (cerf hémione), les porcs-epics, des lapins (les « cottontails » du désert ou Sylvilagus audubonii), les lièvres "Jackrabbits" à queue noire (Lepus californicus) et de nombreux oiseaux.
Quelques animaux du désert sont diurnes, comme les lézards, les écureuils (écureuil-antilope ou Ammospermophilus, écureuil de rocher ou Spermophilus variegatus, tamias), les serpents, les faucons et les aigles. Mais la plupart de ces animaux présente une amplitude de températures pour lesquelles ils sont actifs, ils modifient ainsi leur période d'activité en fonction de la saison. Les serpents et lézards entrent en léthargie en hiver, ils sont diurnes au printemps et en automne, et deviennent crépusculaires en été.
- Liste de quelques animaux du parc des arches[7] : 
  - Mammifères : Felis concolor (puma), Vulpes macrotis (renard nain) et Urocyon cinereoargenteus (renard gris), Ovis canadensis netsoni (mouflon canadien), Antilocapra americana (pronghorn ou antilocapre) ;
  - Oiseaux : Pandion haliaetus (balbuzard pêcheur), Haliaeetus leucocephalus (pygargue à tête blanche), Guiraca caerulea (Guiraca bleu), Pipilo erythrophthalmus (Tohi à flancs roux, Catherpes mexicanus (Troglodyte des canyons), Sayornis saya (Moucherolle à ventre roux), Amphispiza bilineata (Bruant à gorge noire), Sturnella neglecta (sturnelle de l'ouest), Gymnorhinus cyanocephalus (Geai des pinèdes), Aphelocoma californica (Geai buissonnier), Dendroica nigrescens (Paruline grise) ;
  - Amphibiens : Rana pipiens (Grenouille léopard), Hyla arenicolor (Rainette de Californie), Ambystoma tigrinum (Salamandre tigrée) ;
  - Reptiliens : Cnemidophorus tigris, Sceloporus magister, Uta stansburiana, Crotalus oreganus concolor, Crotalus viridis, Masticophis taeniatus, Thamnophis elegans.

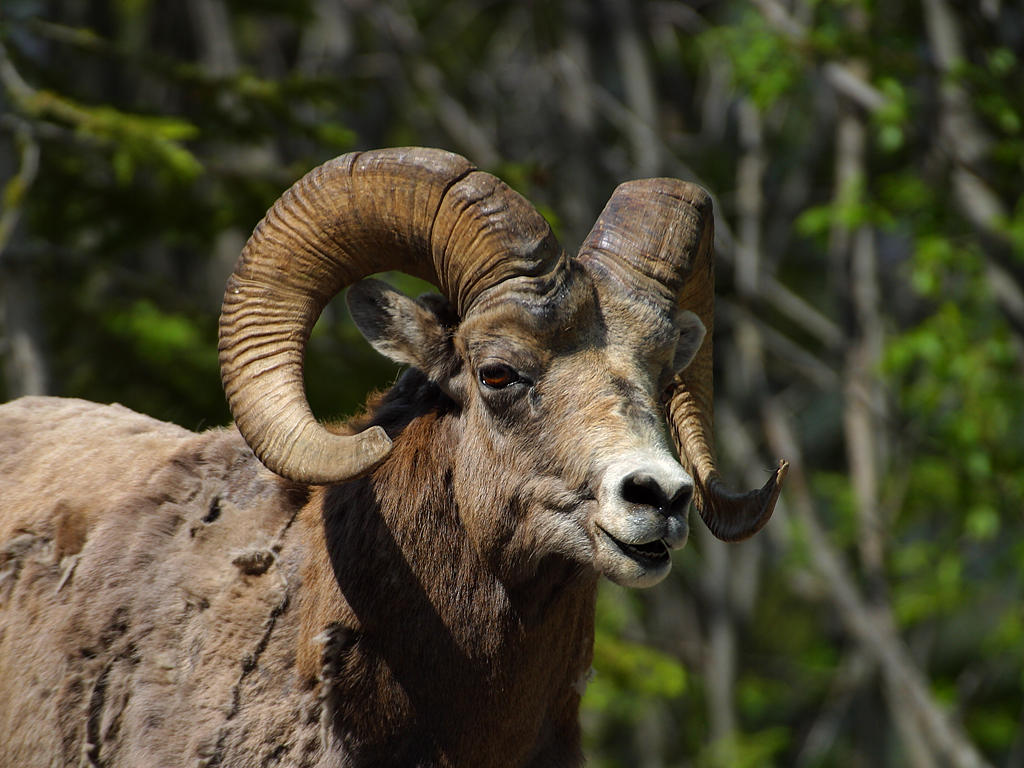
Mouflon canadien.
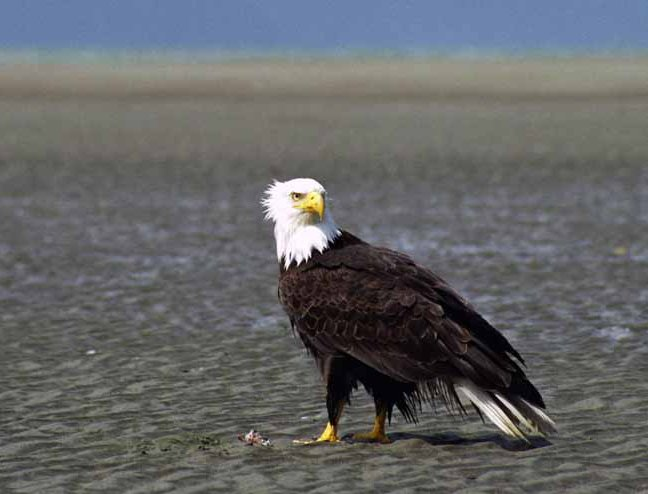
Pygargue à tête blanche.
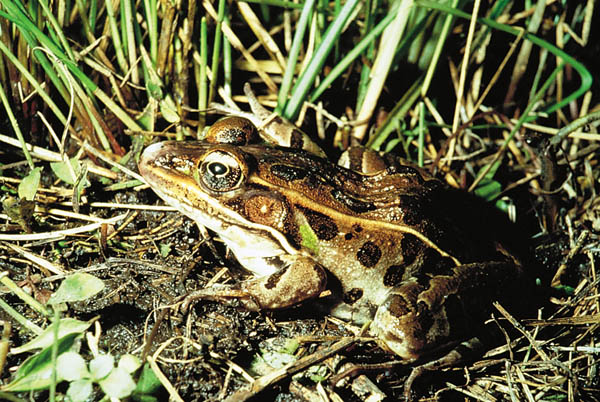
Grenouille léopard.
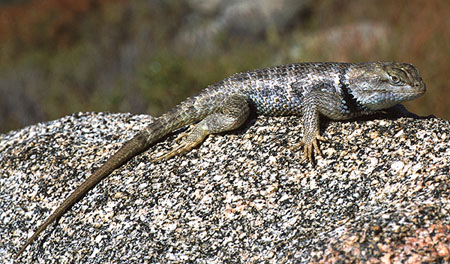
Lézard épineux.

## Climat
En été les températures dépassent les 37 °C alors qu’il gèle en hiver. Les températures peuvent changer de 10 °C en 24 heures. Le climat est aride : les pluies ont lieu surtout en octobre
- Précipitations moyennes annuelles : 250 mm (climat désertique)
- Les températures sont contrastées à cause de l’altitude

| Mois                                             | jan.  | fév.  | mars  | avril | mai  | juin | jui. | août | sep. | oct. | nov. | déc. |
| ------------------------------------------------ | ----- | ----- | ----- | ----- | ---- | ---- | ---- | ---- | ---- | ---- | ---- | ---- |
| Température minimale moyenne (°C)                | −5,6  | −2,2  | 1,7   | 5,6   | 10,5 | 15,5 | 19,4 | 18,9 | 12,8 | 5,5  | −1,1 | −5,5 |
| Température moyenne (°C)                         | 0,5   | 4,4   | 9,75  | 13,7  | 19,1 | 24,7 | 28,5 | 27,5 | 22   | 14,4 | 6,1  | 0,8  |
| Température maximale moyenne (°C)                | 6,6   | 11,1  | 17,8  | 21,7  | 27,8 | 33,9 | 37,7 | 36,1 | 31,1 | 23,3 | 13,3 | 7,2  |
| Record de froid (°C)                             | −18,3 | −12,8 | −10,5 | −3,9  | 0,5  | 6,1  | 10,5 | 10,5 | 6,6  | 2,2  | −5   | −15  |
| Record de chaleur (°C)                           | 17,2  | 22,8  | 30,5  | 33,9  | 40,5 | 43,3 | 46,6 | 42,7 | 40,5 | 41,1 | 26,1 | 20,5 |
| Nombre de jours avec température maximale ≤ 0 °C | 28    | 22    | 10    | 3     | 0    | 0    | 0    | 0    | 0    | 2    | 18   | 26   |

## Galerie

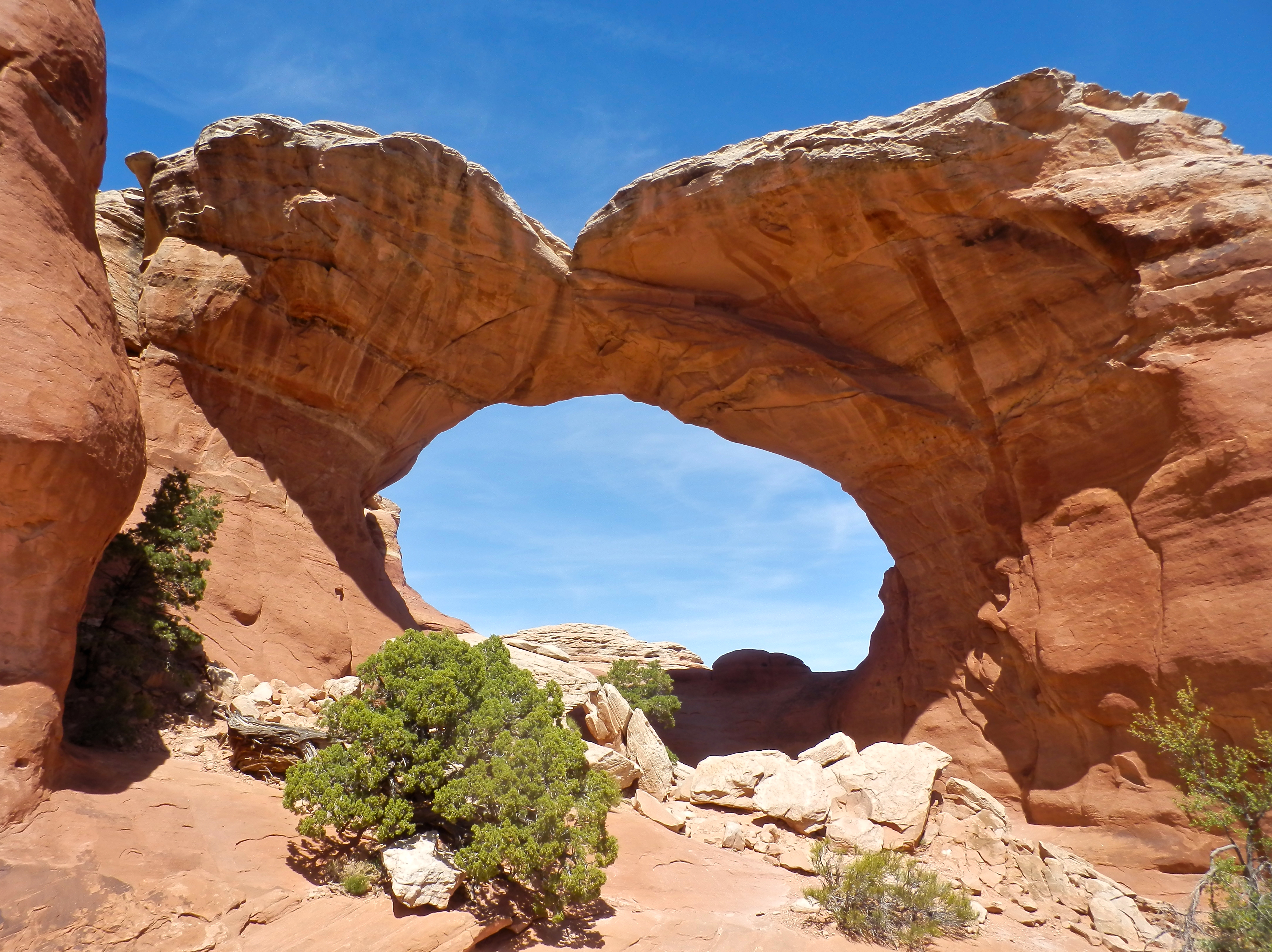
Broken Arch.
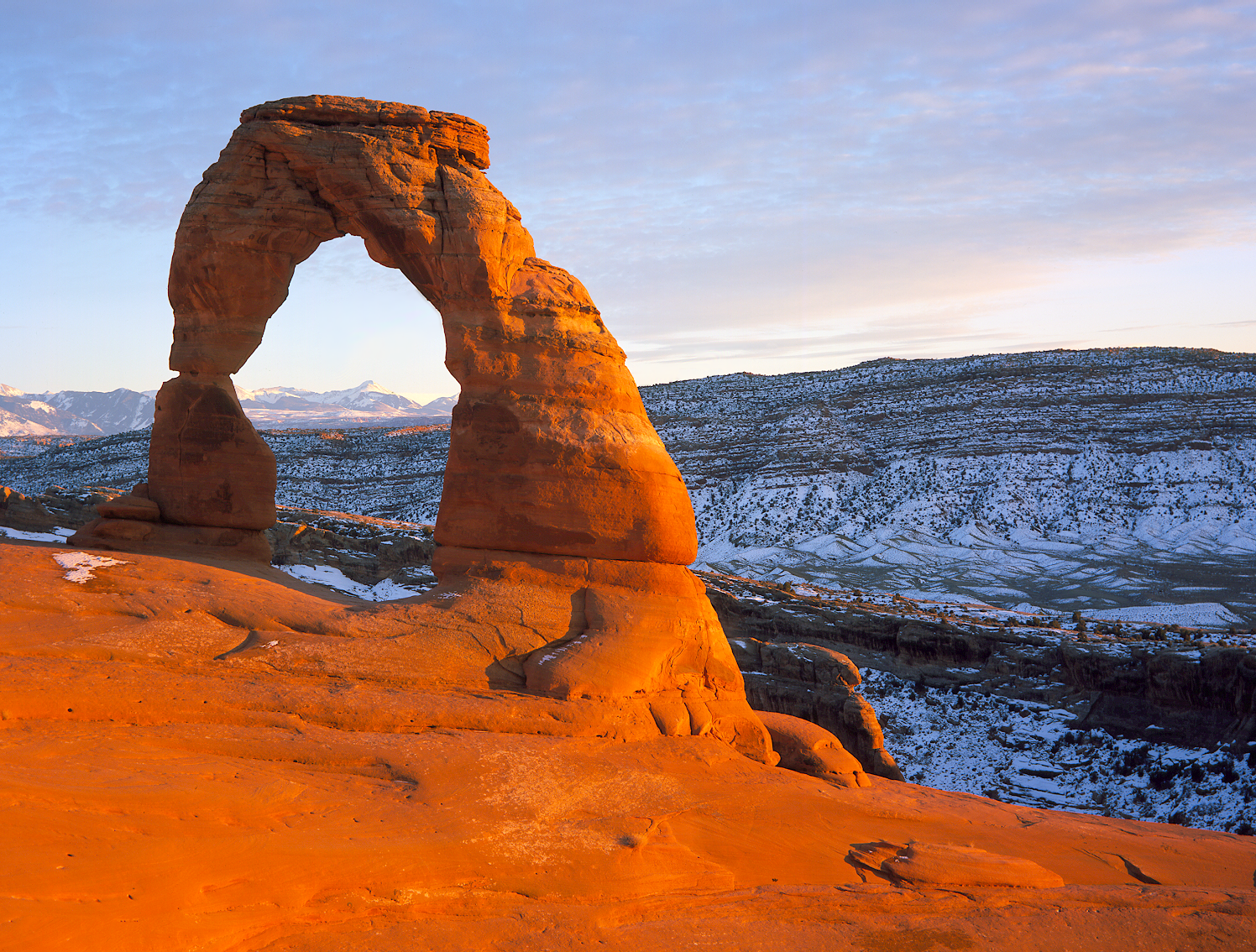
Delicate Arch.
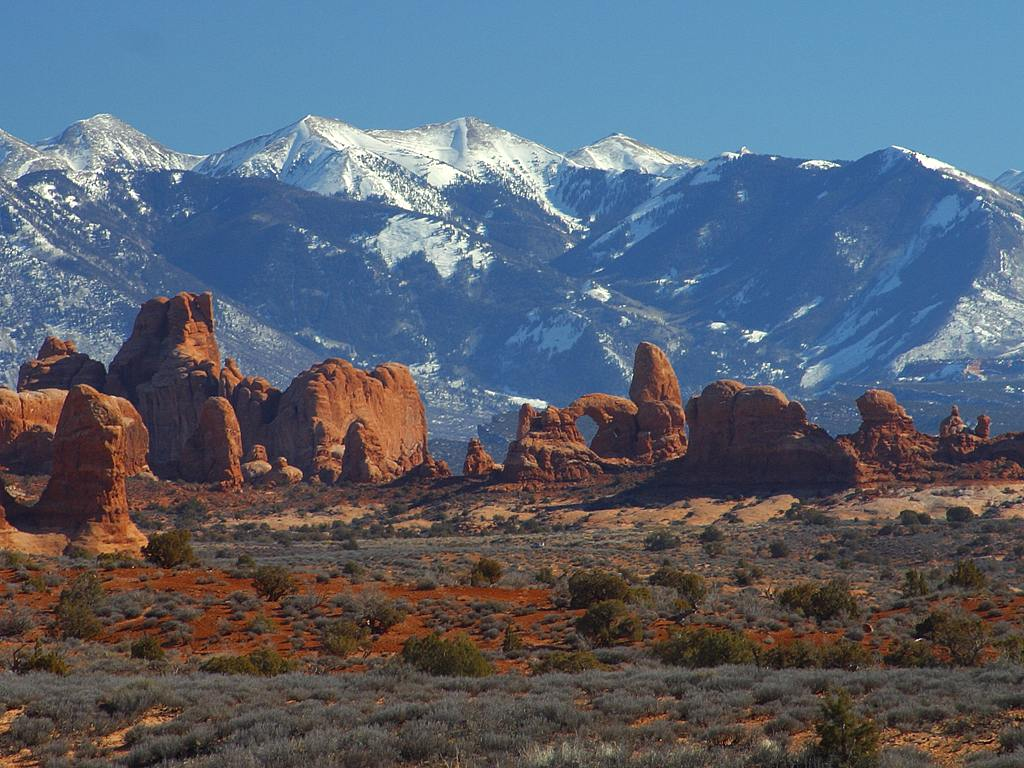
Parc national des Arches (Utah), États-Unis.
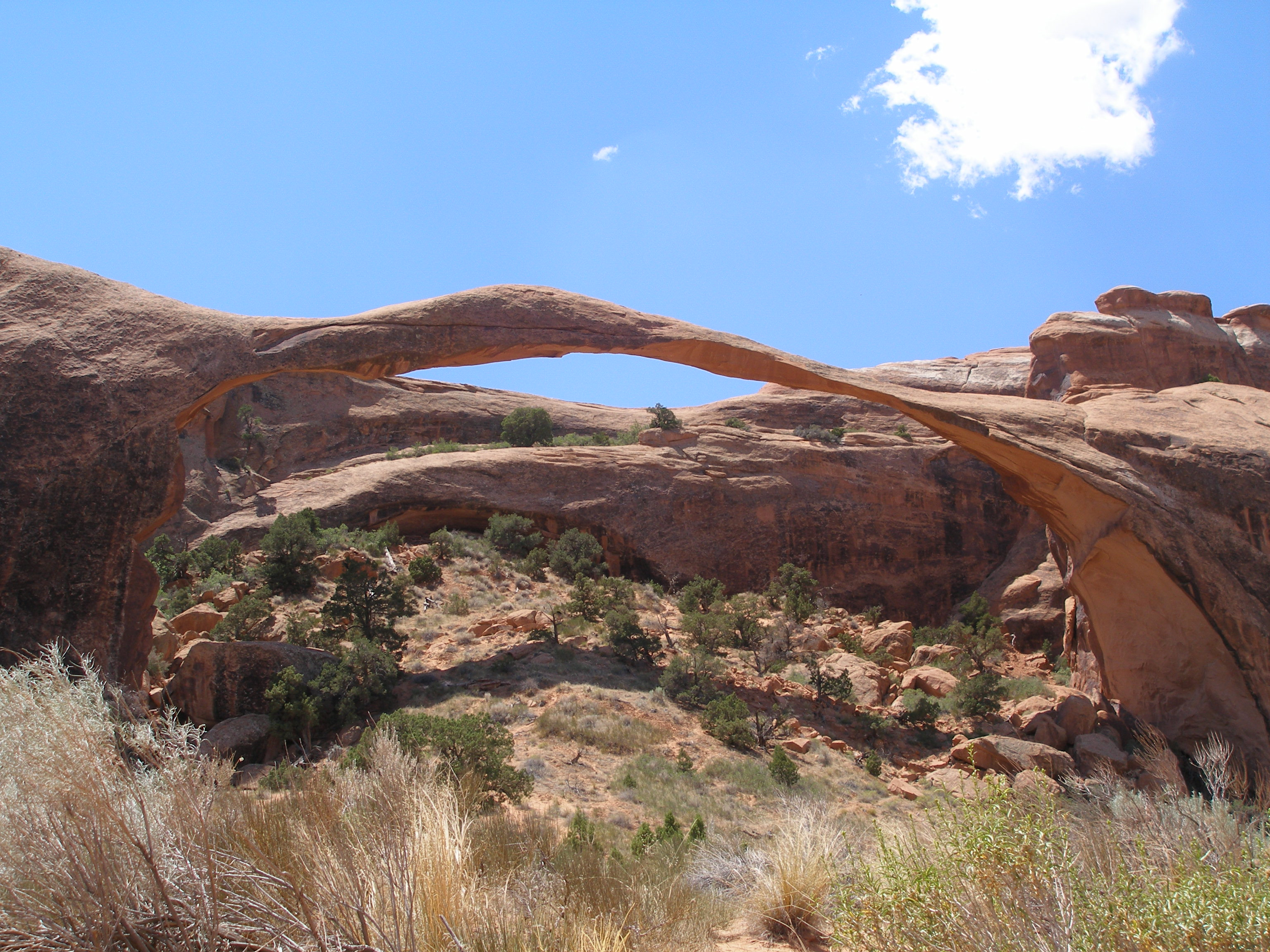
Landscape Arch.
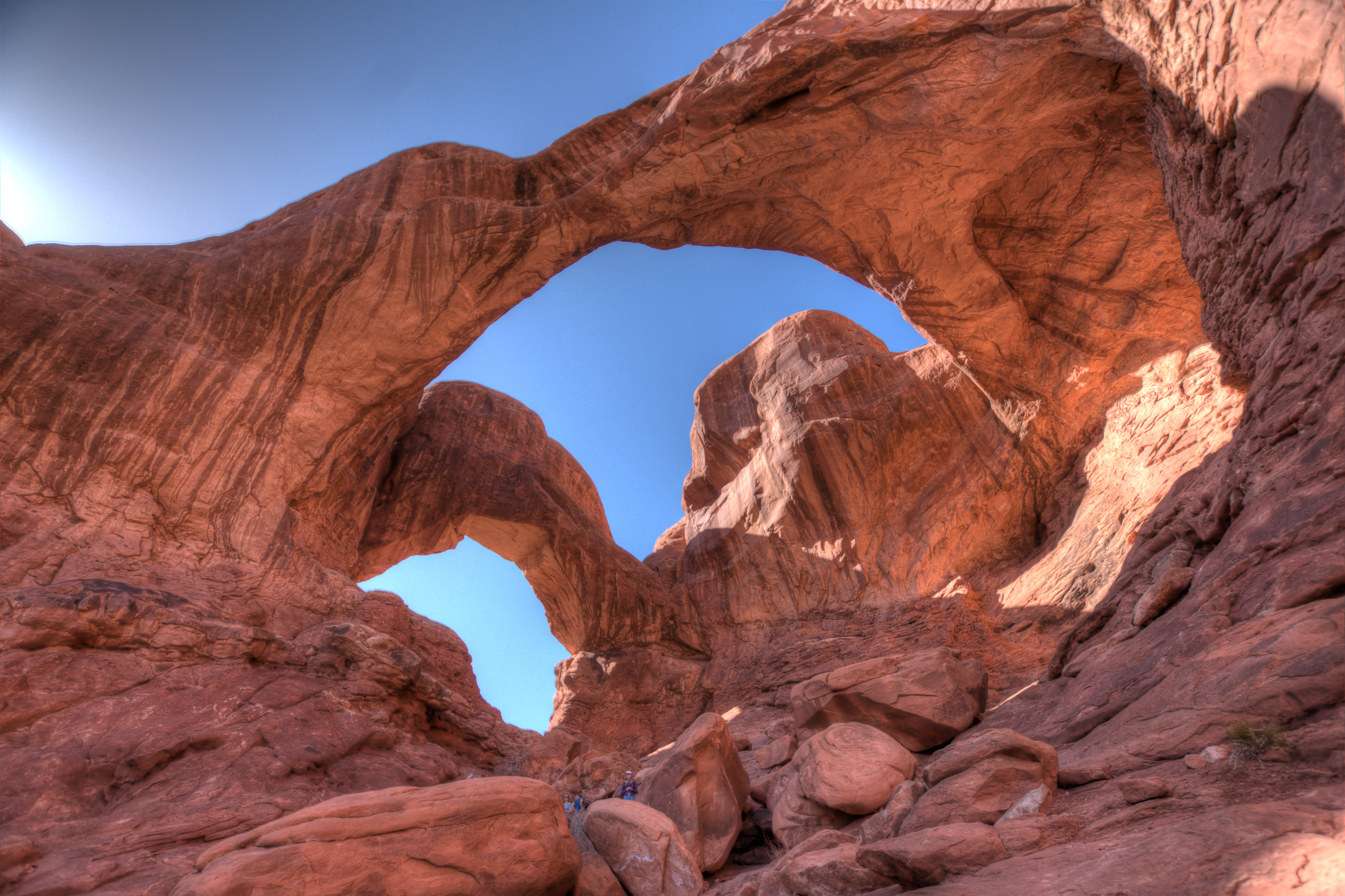
Double Arch.
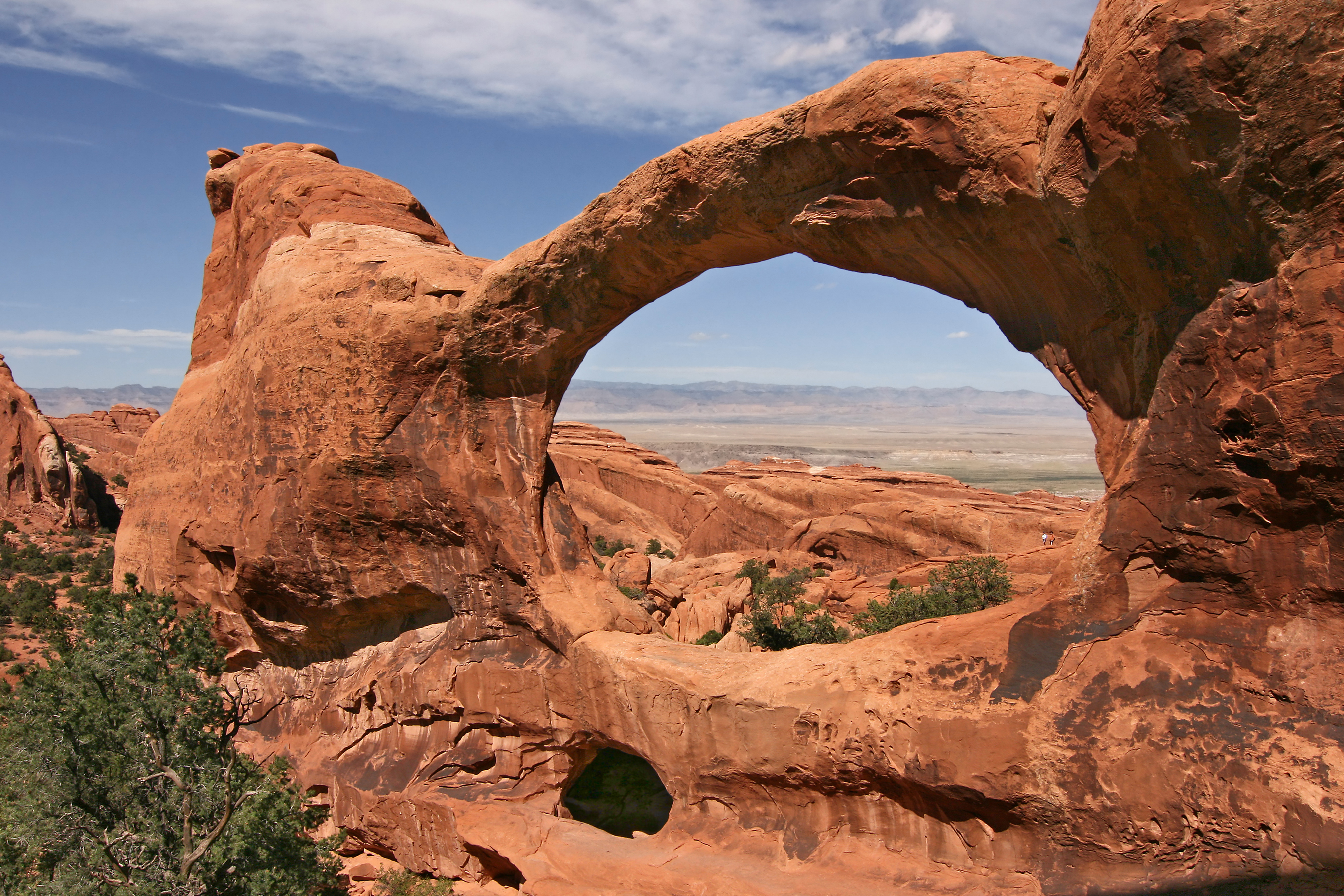
Double O Arch.
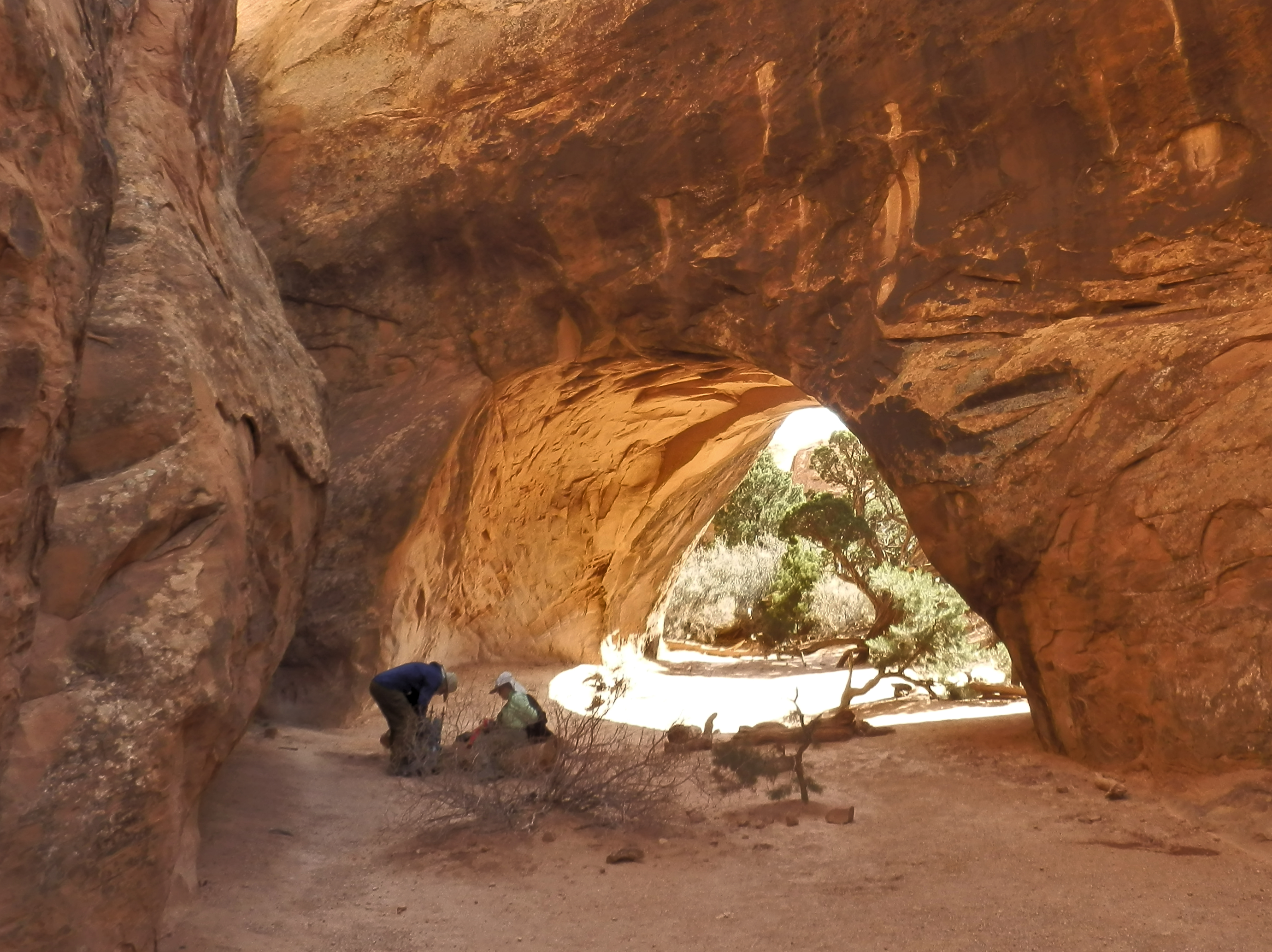
Navajo Arch.
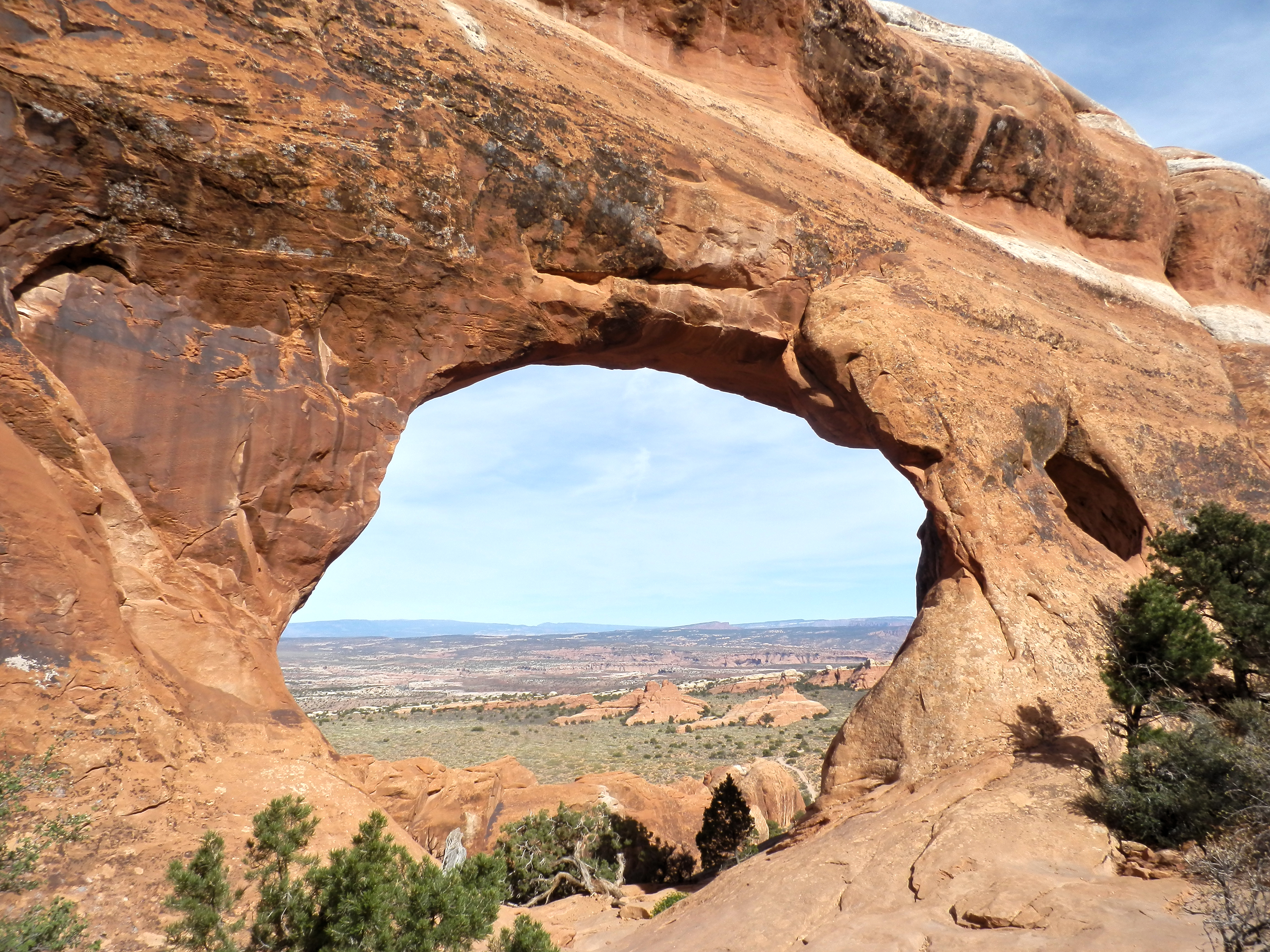
Partition Arch.
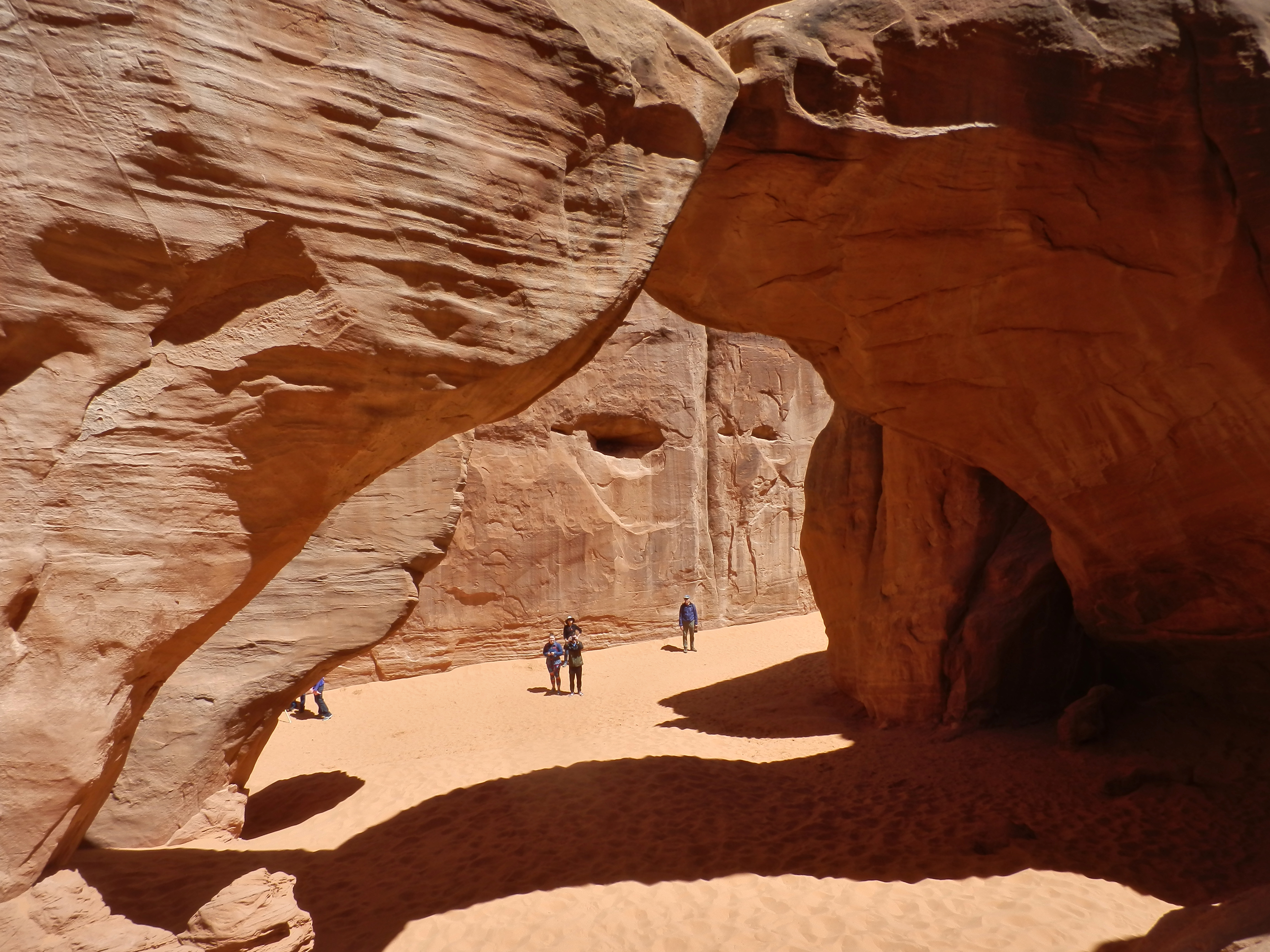
Sand Dune Arch.
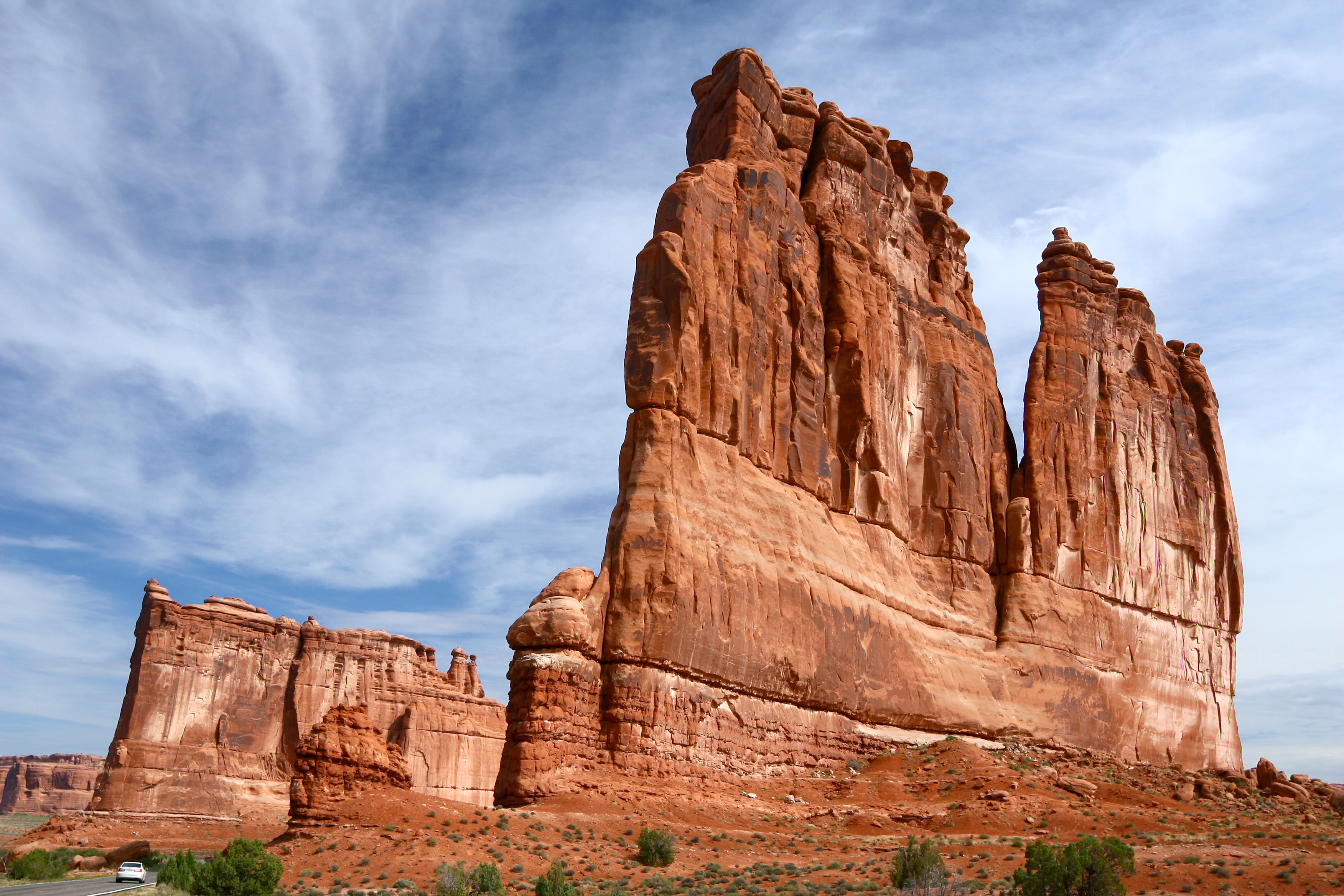
The Organ.
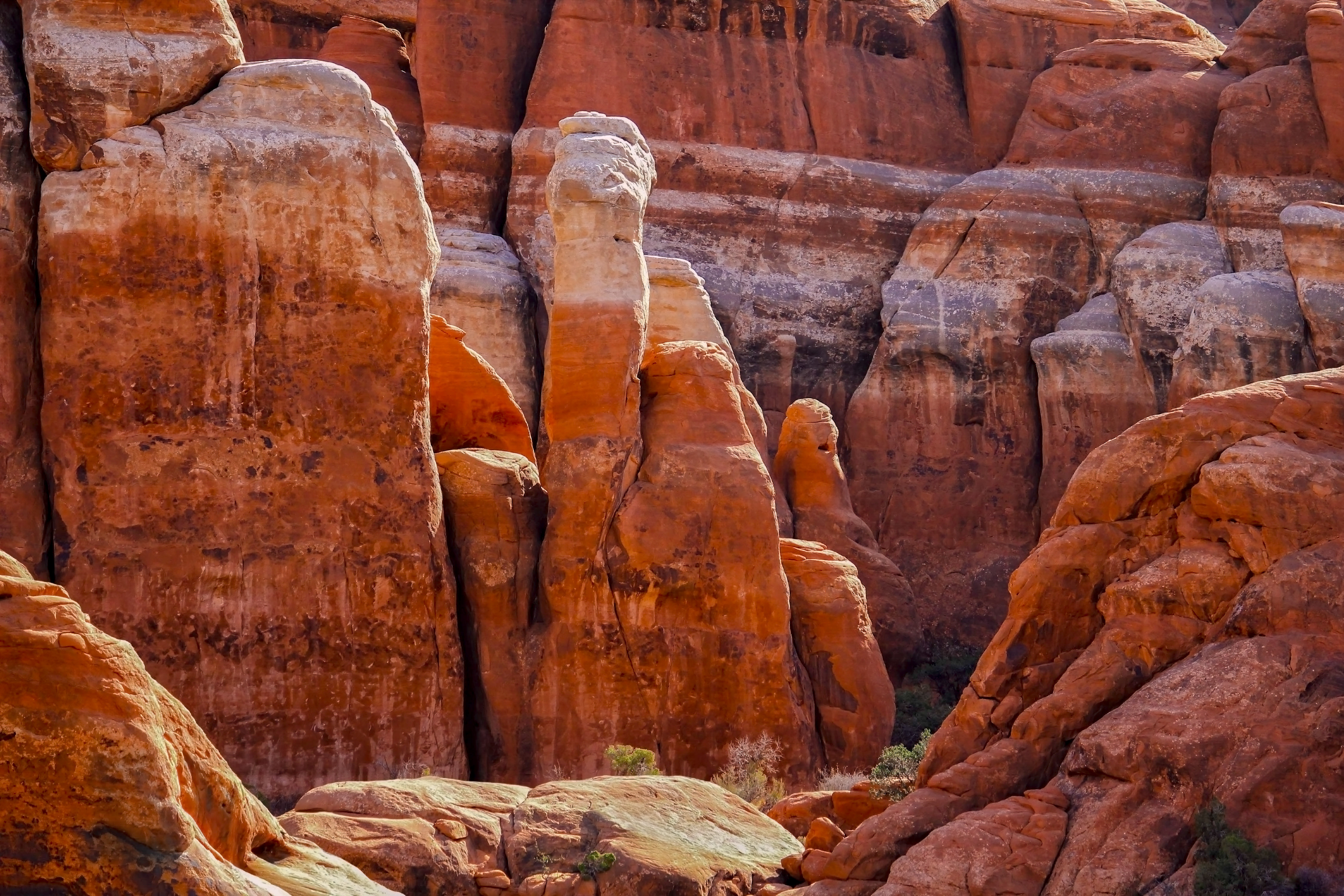
The Fingers (les doigts).
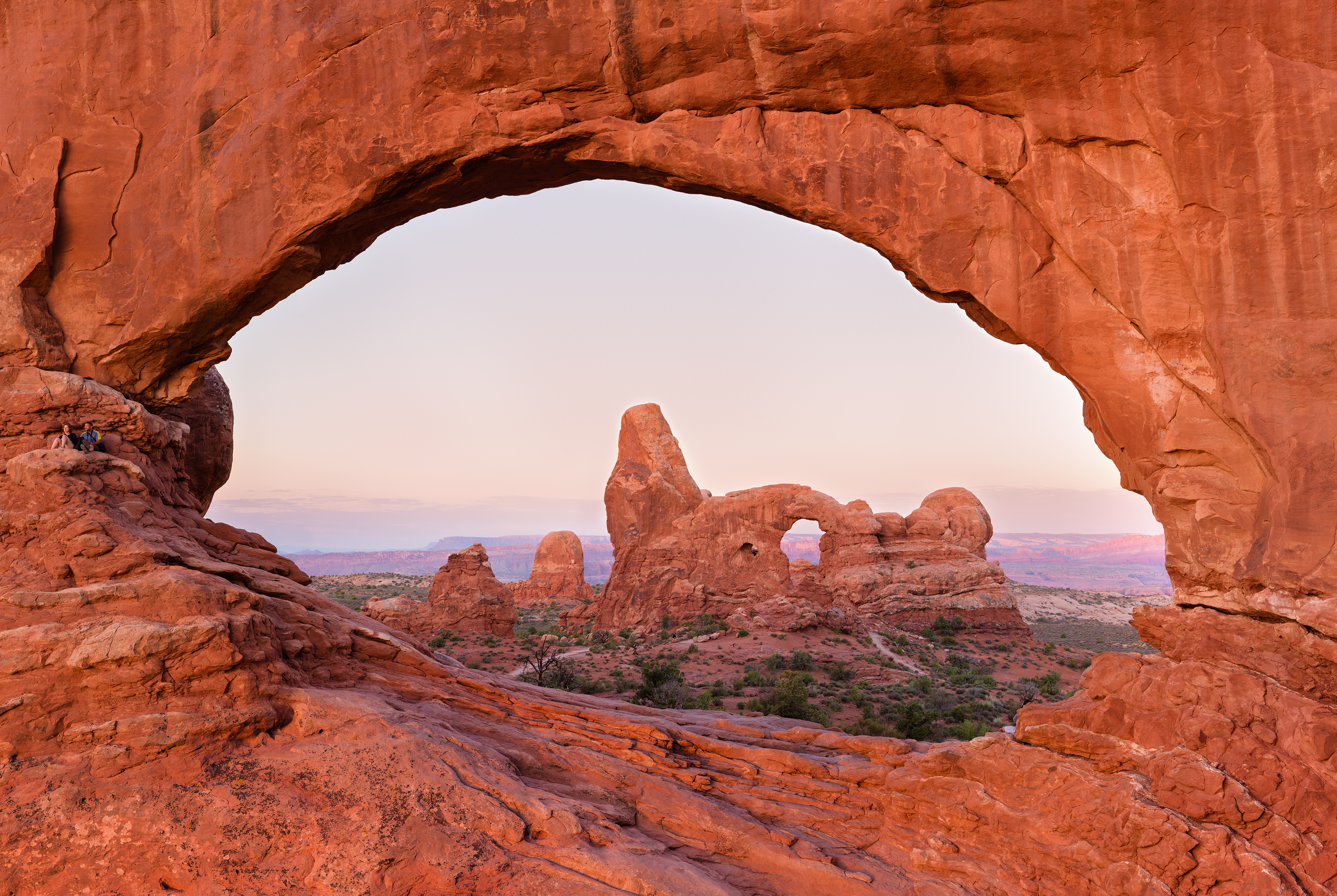
Vue de Turret Arch à travers la North Window.
Balanced Rock.
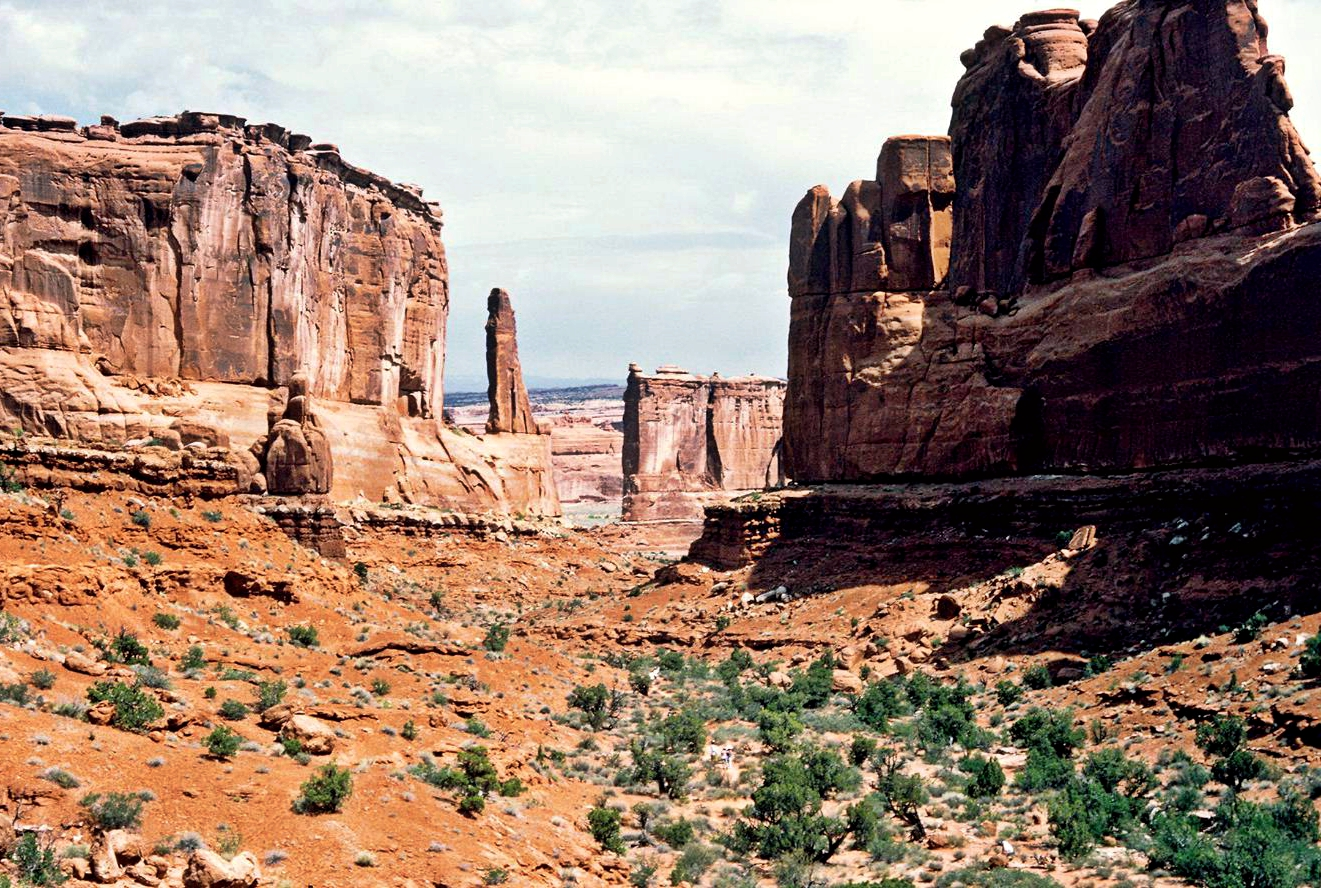
Park Avenue.
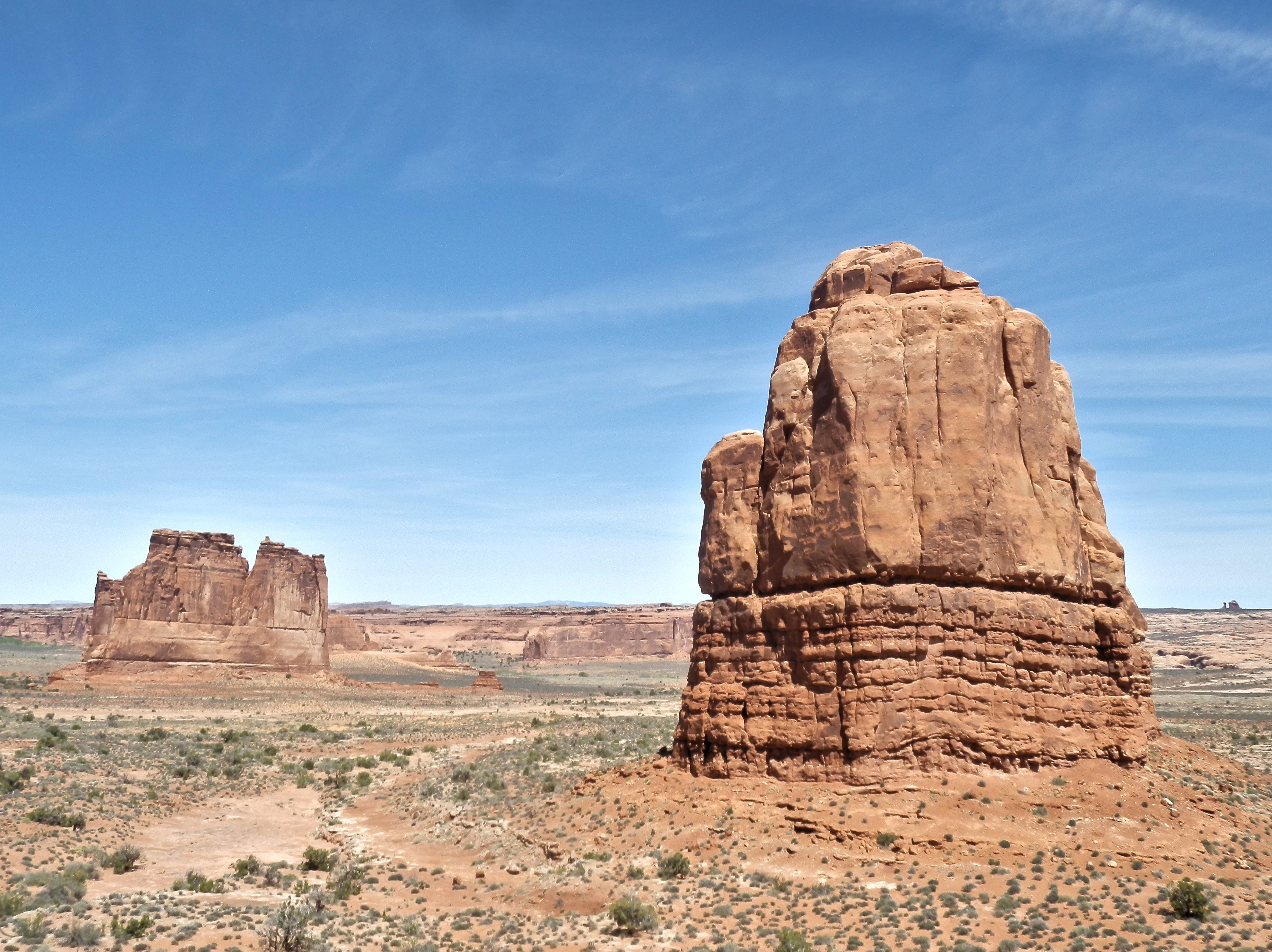
La Sal Mountains Viewpoint.
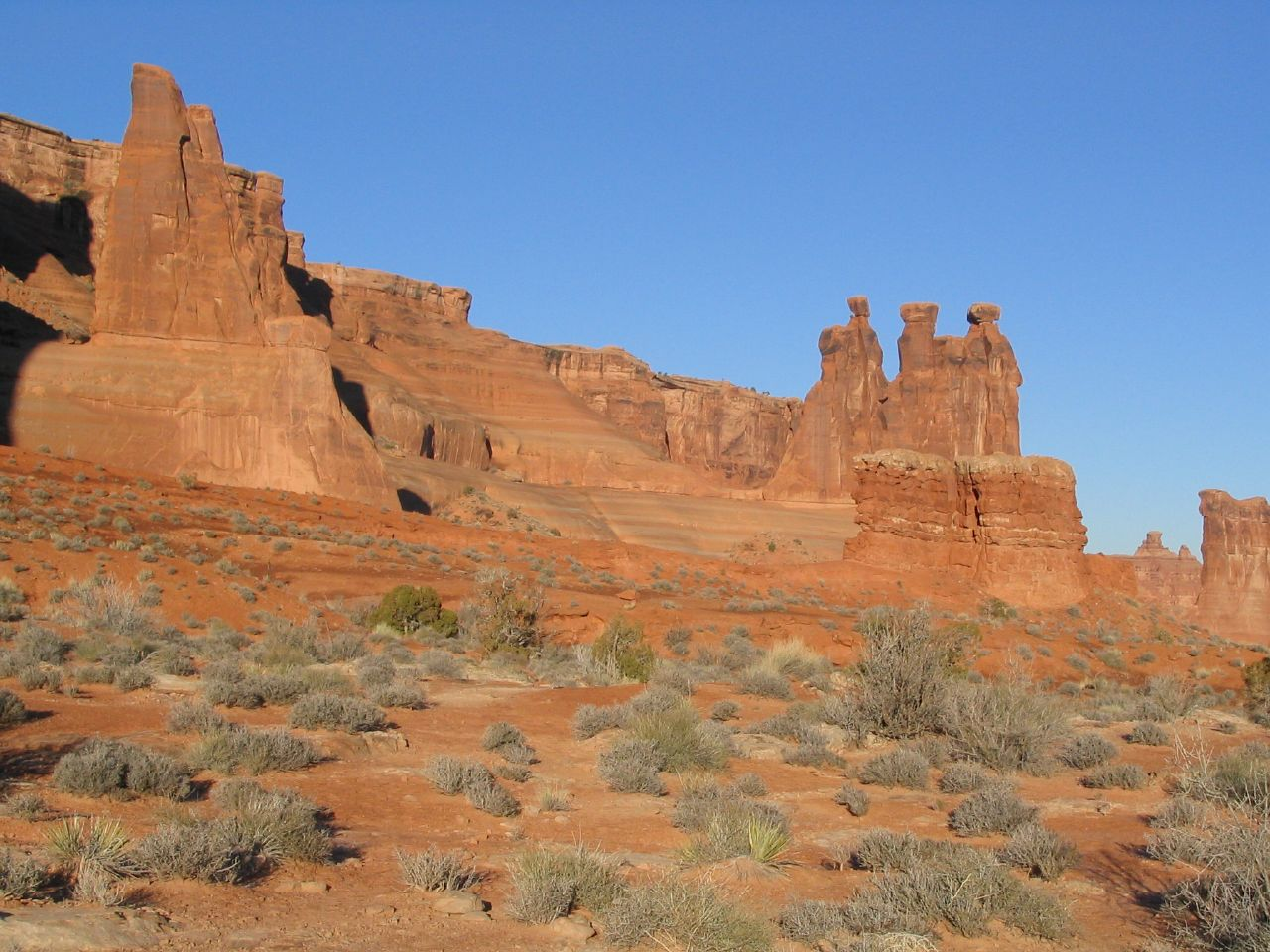
The Three Gossips (Les Trois Commère).
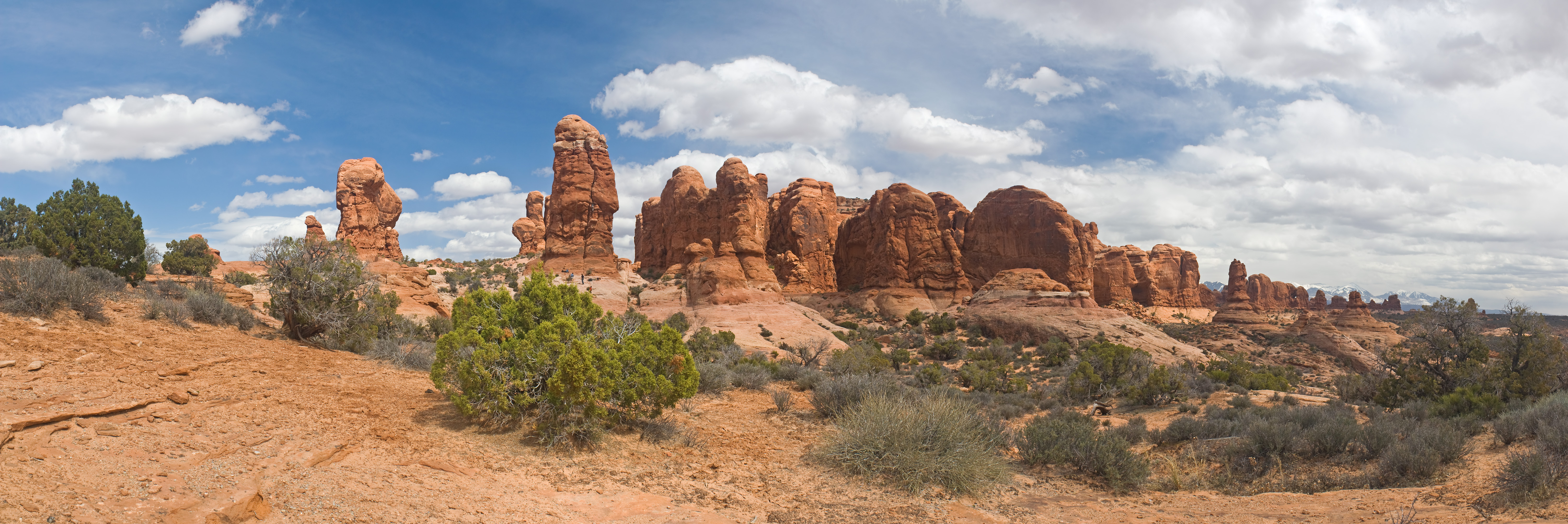
Garden of Eden.
Parade of Elephants.
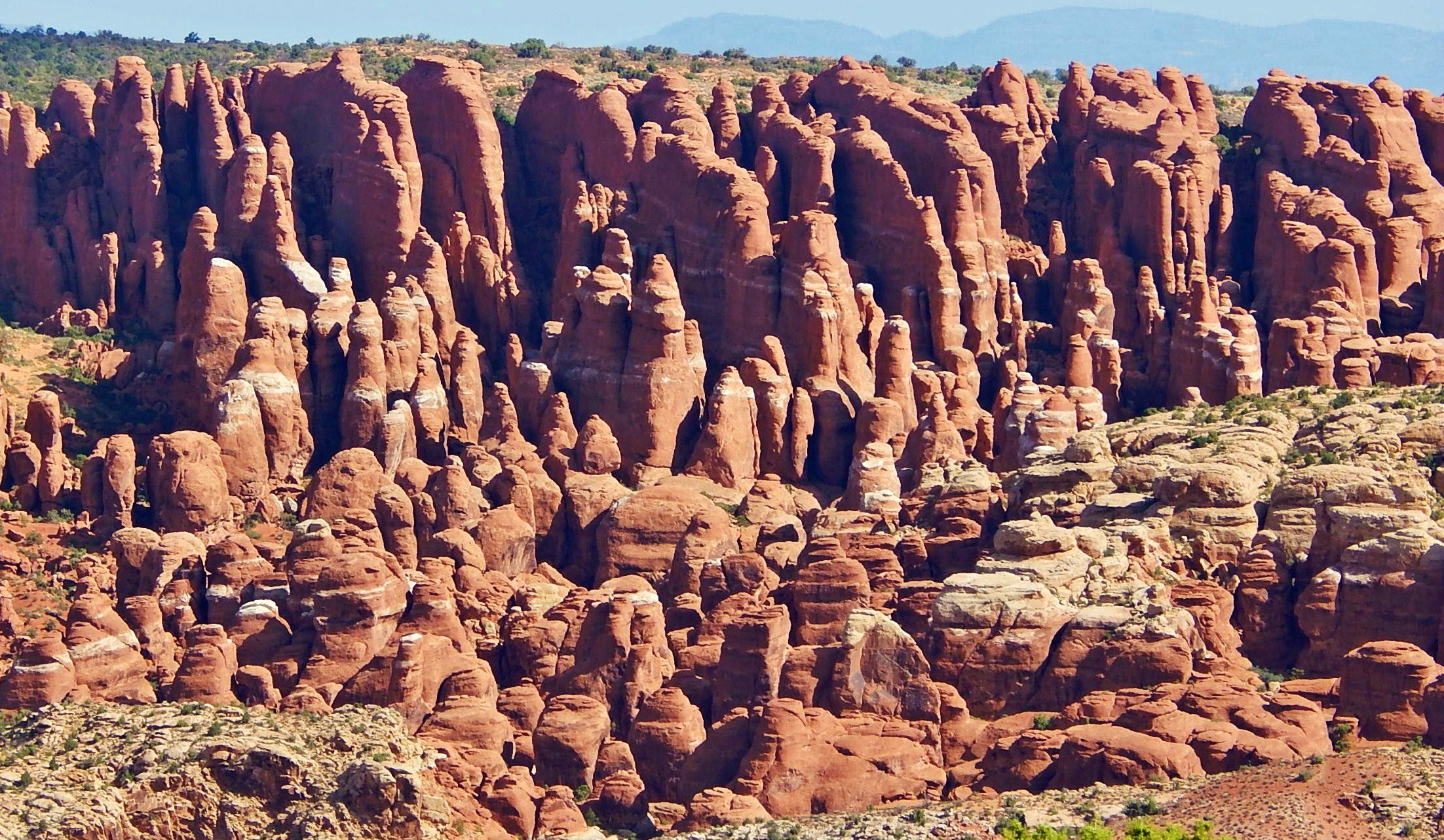
Fiery Furnace.